# Càn Long
Thanh Cao Tông (chữ Hán: 清高宗, tiếng Mãn: ᡬᠠᠣᡯᡠᠩ, Möllendorff: g῾aodzung, 25 tháng 9 năm 1711 – 7 tháng 2 năm 1799), Tây Tạng tôn vị Văn Thù Hoàng Đế (文殊皇帝), là Hoàng đế thứ sáu của Nhà Thanh và là Hoàng Đế Mãn Thanh thứ tư sau khi nhập quan. Trong thời gian trị vì của mình, ông chỉ dùng niên hiệu Càn Long (乾隆), nên còn gọi là Càn Long Đế (乾隆帝).
Là vị Hoàng đế hưởng thọ cao nhất trong lịch sử Trung Quốc, thời kỳ trị vì của Càn Long kéo dài gần 60 năm; từ 11 tháng 10 năm 1735 đến 1 tháng 9 năm 1795; và là thời cực thịnh về kinh tế cũng như quân sự của Đại Thanh. Vào thời này, lãnh thổ nhà Thanh kéo dài đến Châu thổ sông Y Lê và Tân Cương, lãnh thổ Trung Quốc mở rộng đến tối đa, khoảng hơn 13.000.000 km² (so với 9.600.000 km² hiện nay).
Càn Long học theo cách thức cai trị của ông nội mình là Thanh Thánh Tổ Khang Hi, người mà ông rất ngưỡng mộ. Khi còn trẻ, Càn Long đã khiến Khang Hi ngạc nhiên về rất nhiều lĩnh vực, nhất là về văn học nghệ thuật. Khang Hi đã cho rằng Càn Long là người xứng đáng trở thành hoàng đế tiếp theo sau Ung Chính. Lúc lên ngôi, Càn Long đã tiến hành một số cuộc viễn chinh với kết quả lẫn lộn, ông cũng thu nạp nhiều phi tần, tuần du các nơi, thi hành nhiều chính sách hợp lý nên quốc lực cường thịnh, xứng đáng được khen ngợi là vị vua có tài cai trị. Nhưng vào giai đoạn cuối đời, ông trở nên tự mãn và tiêu xài hoang phí, khiến ngân khố bắt đầu thâm hụt. Ông cũng dung túng cho lộng thần tham nhũng như Hòa Thân, khiến đội ngũ quan lại nhà Thanh dần bị tha hóa. Sự suy yếu của nhà Thanh đã bắt đầu từ giai đoạn cuối đời Càn Long.
Năm 1796, Càn Long nhường ngôi cho con trai thứ 15 là Vĩnh Diễm, xuống làm Thái thượng hoàng, vẫn tiếp tục giữ quyền chính trong cung, sử gọi là Huấn chính (训政). Đến năm Gia Khánh thứ 4 (1799) thì ông mới qua đời, hưởng thọ 88 tuổi. Ông là một trong 4 vị Hoàng đế thọ nhất của Trung Hoa (88 tuổi), ba người kia là Lương Vũ Đế (86 tuổi), Võ Tắc Thiên (82 tuổi) và Tống Cao Tông (81 tuổi).

## Thân thế

### Thời thơ ấu

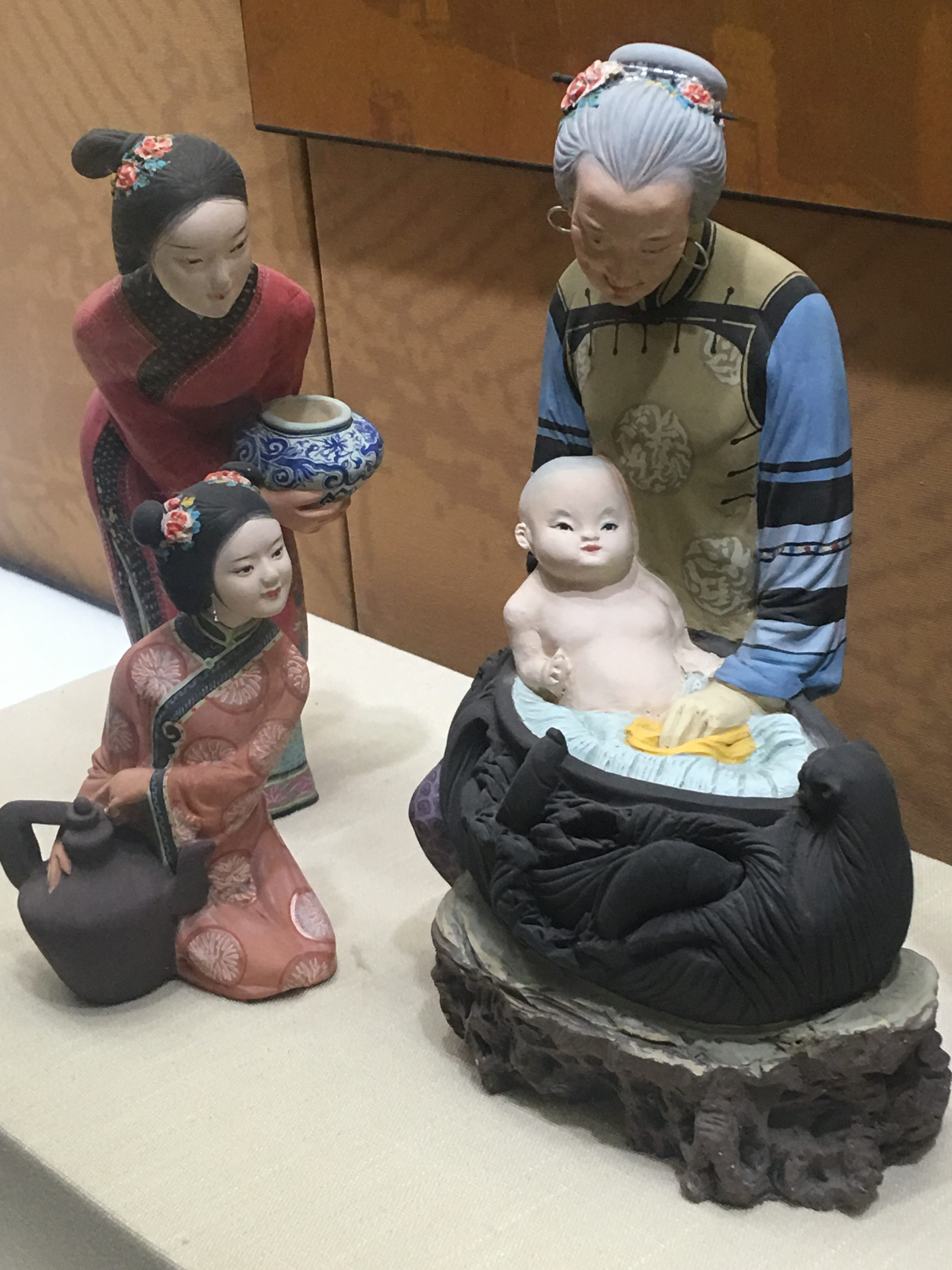
Bức tượng của Càn Long Đế lúc 3 tuổi đang được tắm. Cổ vật ở Ung Hòa Cung, Bắc Kinh.

Càn Long tên thật là Hoằng Lịch (chữ Hán: 弘曆, tiếng Mãn: ᡥᡠᠩ
 ᠯᡳ, Möllendorff: Hung Li, Abkai: Hung Li), sinh vào ngày 13 tháng 8 (tức ngày 25 tháng 9 dương lịch) năm Khang Hy thứ 50 (1711), vào lúc nửa đêm tại Đông thư viện của phủ Ung Thân vương, tên khi còn nhỏ là Nguyên Thọ (元寿). Thân phụ của ông là Thanh Thế Tông Ung Chính, khi ấy còn là Ung Thân vương. Còn thân mẫu ông là Nữu Hỗ Lộc thị, khi ấy còn là Cách cách trong phủ Ung Thân vương.
Khi Hoằng Lịch chào đời, huynh trưởng của ông là Hoằng Huy (弘暉), Hoằng Phán (弘昐), Hoằng Quân (弘昀) đều sớm tạ thế. Hoằng Thời, anh trai thứ 4 (trên danh nghĩa là thứ 3) của Hoằng Lịch, là người con trai trưởng của Ung Thân vương. Hoằng Lịch là con trai thứ 5 (trên danh nghĩa là thứ 4) của Ung Thân vương, thực tế là đứng thứ 2. Từ nhỏ, Hoằng Lịch tư chất hơn người, học đâu nhớ đó. Năm Khang Hy thứ 60 (1721), Khang Hy nghe nói cháu nội Hoằng Lịch ở Ung Thân vương phủ rất thông minh, bèn cho mời gặp. Sau khi gặp, Khang Hy rất thích Hoằng Lịch, lệnh đưa vào cung học vấn, sau đó còn cho đi theo mình đến hành cung Nhiệt Hà. Khi đó, Hoằng Lịch mới 10 tuổi.
Khi Khang Hi Đế qua đời (1722), Ung Thân vương đăng cơ, lấy niên hiệu là Ung Chính. Con trưởng Hoằng Thời có hành vi phóng túng, không được Ung Chính trọng  dụng, Hoằng Lịch vào những năm cuối, được Khang Hy sùng ái, nên địa vị của Hoằng Lịch trong cuộc tranh đoạt Hoàng vị suôn sẻ hơn. Đây có lẽ là lý do Ung Chính đã ngấm ngầm chọn Hoằng Lịch làm Trữ quân.

### Vấn đề về sinh mẫu
Một trong những truyền thuyết phổ biến nhất về thân thế của Càn Long lưu truyền trong các câu chuyện dân gian, các bộ tiểu thuyết, dã sử chính là giả thuyết Càn Long là con cháu dòng họ Trần ở Hải Ninh, Chiết Giang.
Chuyện kể rằng, vào ngày 13 tháng 8 năm Khang Hi thứ 50, tức năm 1711, phủ của Ung Thân Vương, người sau này trở thành Hoàng đế Ung Chính, trở nên nhộn nhịp vui vẻ lạ thường. Hôm đó, Hoàng tử Dận Chân có thêm một đứa con. Cùng trong ngày hôm đó, nhà họ Trần ở Hải Ninh cũng có thêm một đứa trẻ. Nhà họ Trần ở đây chính là chỉ Trần Thế Quán, hay còn gọi là "Trần Các Lão", một người từng làm quan dưới thời Khang Hy và có quan hệ cực kỳ mật thiết với Hoàng tử thứ 4, Ung Thân vương Dận Chân (tức Ung Chính Hoàng đế). Lúc bấy giờ, Vương phi của Hoàng tử Dận Chân và vợ của Trần Các Lão đều mang thai. Không lâu sau đó, cả hai người cùng sinh vào một ngày, Vương phi của Ung Chính sinh ra một cách cách còn vợ của Trần Các Lão thì sinh ra một bé trai. Ung Chính nghe nói con trai của Trần Các Lão sinh cùng ngày với cách cách của mình mới lệnh cho Trần Các Lão mang con trai vào Vương phủ của mình để xem mặt. Lệnh của Vương gia không thể không nghe, Trần Các Lão không còn cách nào khác đành phải mang con của mình đưa vào Vương phủ. Tuy nhiên, khi đứa bé được trả về cho nhà họ Trần thì ban đầu là con trai giờ lại hóa thành con gái. Đứa con trai nhà họ Trần bị đánh tráo vào phủ Ung Chính sau này chính là Hoằng Lịch.
Lại có một truyền thuyết khác, sinh mẫu của Hoằng Lịch vốn tên là Lý Kim Quế (李金桂). Đây chỉ là một truyền thuyết dân gian, nhưng bên cạnh sự tích nhà họ Trần bên trên, thì thuyết này cũng nổi tiếng không kém. Theo truyền thuyết này, Lý Kim Quế vốn là một cung nữ ở Hành cung Nhiệt Hà. Tại đây, trong một lần uống rượu máu hươu (lộc huyết; 鹿血), Ung Chính Đế đã nổi hứng lâm hạnh Lý Kim Quế. Sau khi xong việc, Ung Chính vì cảm thấy Lý thị nhan sắc kém cỏi, xuất thân đê hèn, trong khi ấy ông đang cạnh tranh với các Hoàng tử khác trong sự kiện "Đoạt đích", do đó sau khi Lý thị sinh ra Hoằng Lịch, thì Ung Chính bèn nhanh chóng đưa đứa bé đến cho Nữu Hỗ Lộc thị nuôi nấng, xưng là mẹ ruột. Kết cuộc của Lý Kim Quế được truyền lại rằng bà vẫn còn sống khi Hoằng Lịch lên ngôi, nhưng lại chọn giả điên dại, bảo toàn thể diện hoàng gia.
Những thuyết trên tuy về mặt sử liệu cực kỳ đáng nghi và vớ vẩn, nhưng lại rất dễ trở thành tư liệu sáng tác cho tiểu thuyết cùng phim ảnh, do vậy nó vẫn tồn tại trong các truyện thuyết cổ trang. Câu chuyện về họ Trần đã được Kim Dung hư cấu thành bộ tiểu thuyết Thư kiếm ân cừu lục, còn về Lý Kim Quế đã được sử dụng trong hai loạt phim truyền hình nổi tiếng Hậu cung Chân Hoàn truyện và Như Ý truyện. Một khúc Hí kịch tên Phong võ hành cung (风雨行宫) cũng dựa trên truyền thuyết về Lý Kim Quế.

### Thời kỳ Hoàng tử

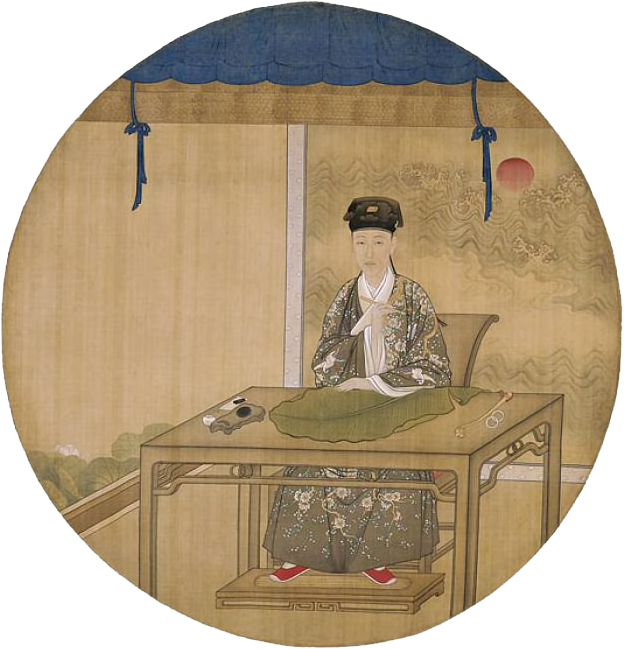
Tranh vẽ Bảo Thân vương Hoằng Lịch.

Trước khi Hoằng Lịch lên ngôi, tin tức về người kế vị đã được nhiều người biết đến. Hoằng Lịch chính là người được tổ phụ là Khang Hi và phụ hoàng là Ung Chính đánh giá cao. Trên thực tế, Ung Chính đã giao cho Hoằng Lịch nhiều công việc quan trọng từ khi Hoằng Lịch còn là hoàng tử, bao gồm cả những việc triều chính liên quan đến các chiến lược quân sự.
Theo mật chỉ do Ung Chính công bố, ngay từ năm Ung Chính nguyên niên (1723), tháng 8, Ung Chính đã chỉ định Hoàng tứ tử Hoằng Lịch chính thức trở thành Trữ quân. Do vậy, sự giáo dục của Hoằng Lịch từ thời khắc đó trở nên chú trọng hơn, bao gồm các lão thần Trương Đình Ngọc, Từ Nguyên Mộng, Thái Thế Xa,... ngoài ra các Hoàng thân như Doãn Lộc, Doãn Hi cũng đều kèm cặp cưỡi ngựa bắn cung cho Hoằng Lịch, để Hoằng Lịch không quên đi nguồn gốc tổ tiên. Do đó, Hoằng Lịch nhanh chóng trở thành hoàng tử hiểu biết Mãn, Hán, Mông văn.
Năm Ung Chính thứ 2 (1724), tháng 11, ngày kị của Khang Hy, Ung Chính sai Hoằng Lịch thay mình tế Cảnh lăng.
Năm thứ 4 (1726), tháng 5, 3 năm ngày giỗ của Nhân Thọ Hoàng thái hậu, Ung Chính muốn đích thân đến tế lăng nhưng vương công đại thần ra sức khuyên ngăn, lo lắng mùa hè nóng nực sẽ ảnh hưởng đến thánh cung. Hơn nữa cả đi lẫn về tổng cộng hơn năm sáu trăm dặm, lại đang mùa gặt hái, một đường phu dịch không khỏi làm chậm trễ công việc nhà nông. Ung Chính nghe theo, phái Hoằng Lịch thay mặt đi tế lễ.
Tháng 11, Ung Chính hạ lệnh phái quan viên tế Vĩnh lăng, Phúc lăng, Chiêu Tây lăng, Hiếu lăng và Hiếu Đông lăng, lại phái Hoằng Lịch tế Cảnh lăng.
Tháng 12, Hoằng Lịch cùng Trang Thân vương Doãn Lộc được phái đi thăm Mã Vũ  đang ốm nặng. Ung Chính Đế ra chỉ dụ "Mã Vũ ôm bệnh nguy cấp, văn chi thâm vi thê trắc, Mã Vũ phụng sự Hoàng khảo Khang Hi hơn năm mươi năm, sớm chiều hầu hạ trái phải không rời, khác cung cẩn thận, mọi chuyện đều ngưỡng thể thánh tâm". Không lâu sau, Mã Vũ qua đời, Ung Chính phái Hoằng Lịch, Di Thân vương Doãn Tường, Trang Thân vương Doãn Lộc, cùng với Bộ viện Đại thần và Nhất đẳng Thị vệ của bốn kỳ Tả dực, đến tế rượu cho Mã Vũ.
Năm thứ 5 (1727), tháng 7, đại hôn, Hoằng Lịch được Ung Chính ban hôn cho Phú Sát thị, con gái Sáp Cáp Nhĩ tổng quản Lý Vinh Bảo, xuất thân từ dòng họ Sa Tế Phú Sát thị của Tương Hoàng kỳ. Đại hôn cử hành ở Tây Nhị sở trong Tử Cấm Thành (về sau Càn Long Đế đổi tên thành Trọng Hoa cung).
Năm thứ 8 (1730), Đích tử của Hoằng Lịch ra đời, Ung Chính đích thân đặt tên Vĩnh Liễn, còn đặc biệt đem Nhạc Thiện đường toàn tập (乐善堂全集) ban chúc mừng.
Năm thứ 9 (1731), tháng 8, Đại học sĩ Trung Đạt Công, Phủ Viễn Đại tướng quân Mã Nhĩ Tái chuẩn bị lên đường, Ung Chính mệnh Hoằng Lịch cáo tế Phụng tiên điện, tất cả vương công, quan viên đều đến bên ngoài Tây Trường An môn đưa tiễn.
Năm thứ 11 (1733), ông được gia phong Bảo Thân vương (寶親王). Cùng năm này, Ung Chính Đế cho phép Hoằng Lịch tham gia nghị định đàn áp Hãn quốc Chuẩn Cát Nhĩ và người Miêu ở Quý Châu. Đây đều là đại chính sự khi đó của Đại Thanh, cho thấy tư cách kế vị của Hoằng Lịch đã rõ ràng hơn bao giờ hết. Ngoài ra, việc tế lăng, tế Khổng, tế Quan Thánh Đế Quân, tế Miếu,... những việc tế tự trọng đại đều do Hoằng Lịch đích thân chủ trì.
Để tránh lặp lại một cuộc tranh giành quyền lực – điều vốn để lại vết nhơ trong con đường đến ngai vàng của mình, ngay từ năm đầu đăng cơ, tức Ung Chính nguyên niên tháng 8 (1723), Ung Chính Đế đã viết sẵn tên người kế ngôi, đưa vào trong một chiếc hộp niêm phong cẩn thận được đặt phía sau tấm bảng Chính đại quang minh (正大光明) phía trên ngai vàng tại Cung Càn Thanh. Tên người kế vị sẽ được công khai cho các hoàng thân trong cuộc họp mặt của tất cả các quan đại thần, sau khi Hoàng đế mất. Đây chính là hình thức xác nhận ngôi vị Trữ quân mà các hoàng đế Nhà Thanh áp dụng cho đến khi Cách mạng Tân Hợi (1911) nổ ra, chấm dứt triều Thanh.
Vào năm Ung Chính thứ 13 (1735), ngày 23 tháng 8, Ung Chính qua đời. Nội thị lấy chỉ dụ đã được soạn sẵn, công bố trước triều đình. Theo đó, Bảo Thân vương Hoằng Lịch kế thừa Đế vị. Do Hoằng Lịch là được bí mật tuyên chiếu lập vị, ông được mệnh các đại thần phù trợ, bao gồm Trang Thân vương Doãn Lộc, Quả Thân vương Doãn Lễ, Đại học sĩ Ngạc Nhĩ Thái và đại thần Trương Đình Ngọc. Ngày 3 tháng 9, Hoằng Lịch lên ngôi ở điện Thái Hòa, lấy năm sau là năm đầu niên hiệu Càn Long (乾隆). Ngày 27 tháng 9, di cư Dưỡng Tâm điện.

## Hoàng đế Đại Thanh

### Chính sách đối nội

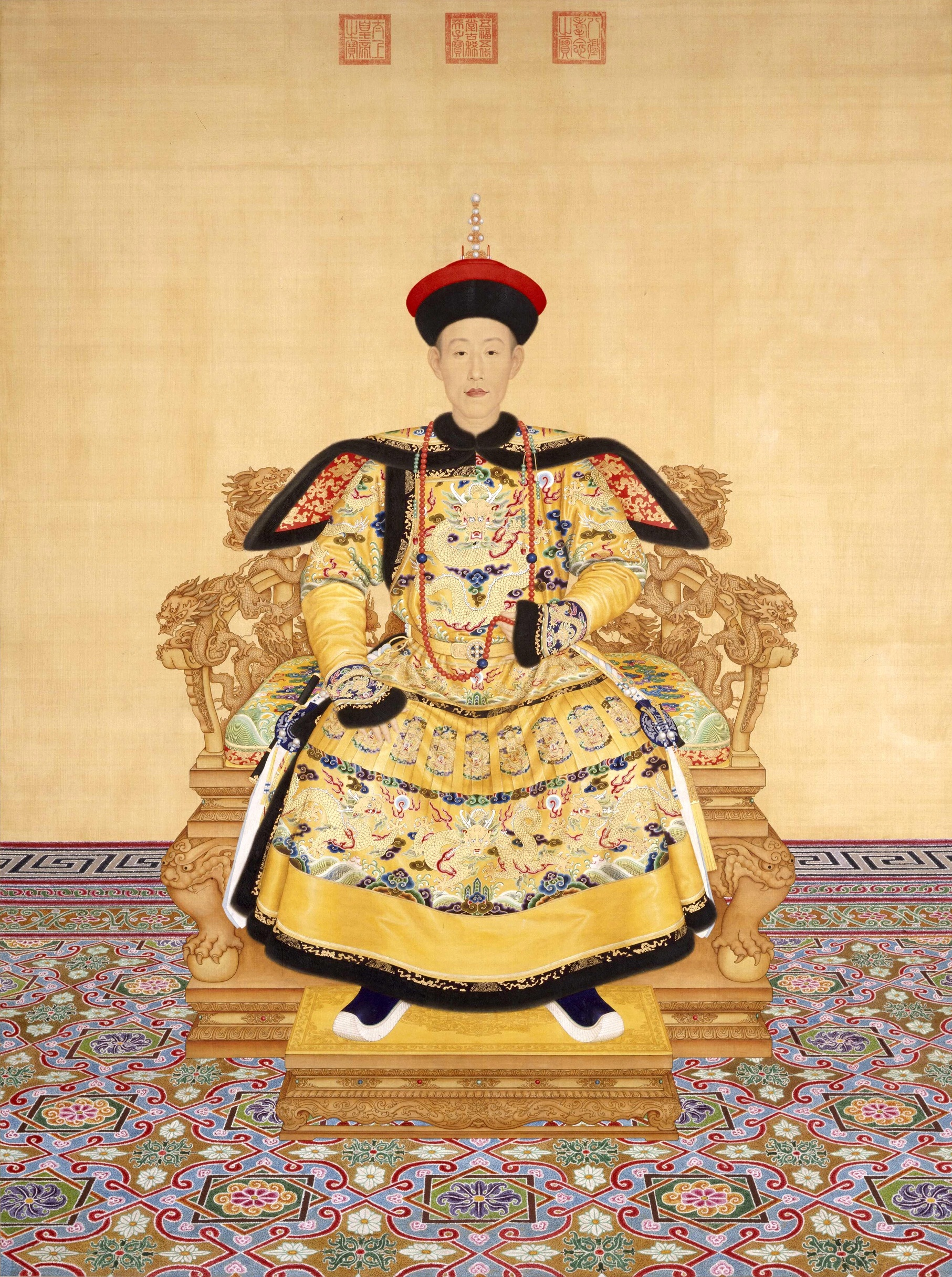
Tranh vẽ Càn Long lúc còn trẻ.

Càn Long là vị Hoàng đế rất chuyên tâm đến triều chính, đã xóa bỏ chế độ chính trị hà khắc của Ung Chính, thay vào đó là chính sách khoan dung độ lượng. Ông giải phóng tất cả những người trong tông thất bị cầm tù, những người chú, bác bị bức hại mà chết đều được ghi trong ngọc điệp, phong anh em mình làm Thân vương; thời Ung Chính bắt bớ giam cầm những văn sĩ vô tội, gia tộc của họ bị đày tới biên giới làm nô lệ, nay đều được ông trả về quê cũ. Từ khi cơ cấu quyền lực tối cao chỉ sau Hoàng đế là Quân cơ xứ được thành lập, hàng ngày Càn Long đều đích thân tới Quân cơ xứ để xử lý việc triều chính. Sáng đi sớm tối về muộn, buổi tối cũng thường xuyên triệu kiến các Quân cơ đại thần, chính vì vậy mà từ thời ông, Quân cơ xứ dần dần hình thành nên chế độ trực đêm, sau này sợ một người không xử lý nổi, nên vào mỗi sáng sớm còn có một người tới giúp đỡ. Bên cạnh đó, Càn Long cũng quản lý rất nghiêm khắc hoạn quan và ngoại thích, trước hết là cấm hoạn quan học hành, xóa bỏ Nội thư đường vốn là nơi đọc sách, học chữ của hoạn quan; tiếp đến phàm những hoạn quan là sai tấu sự thì đều đổi họ là Vương, như vậy sẽ khiến các quan bên ngoài khó mà phân biệt được, từ đó tránh để họ câu kết với nhau.
Về mặt phát triển xã hội, Càn Long chủ yếu kế thừa chế độ kinh tế và chính trị của Khang Hi và Ung Chính, đặc biệt là thực thi triệt để các chính sách như "cải thổ quy lưu", "than định nhập mẫu" và "hỏa hao quy công". Những chính sách này đã đưa triều Thanh lên đỉnh cao của sự phát triển. Đất nước dưới thời Càn Long bắt đầu bước vào giai đoạn cực thịnh.

### Các cuộc chiến tranh biên giới

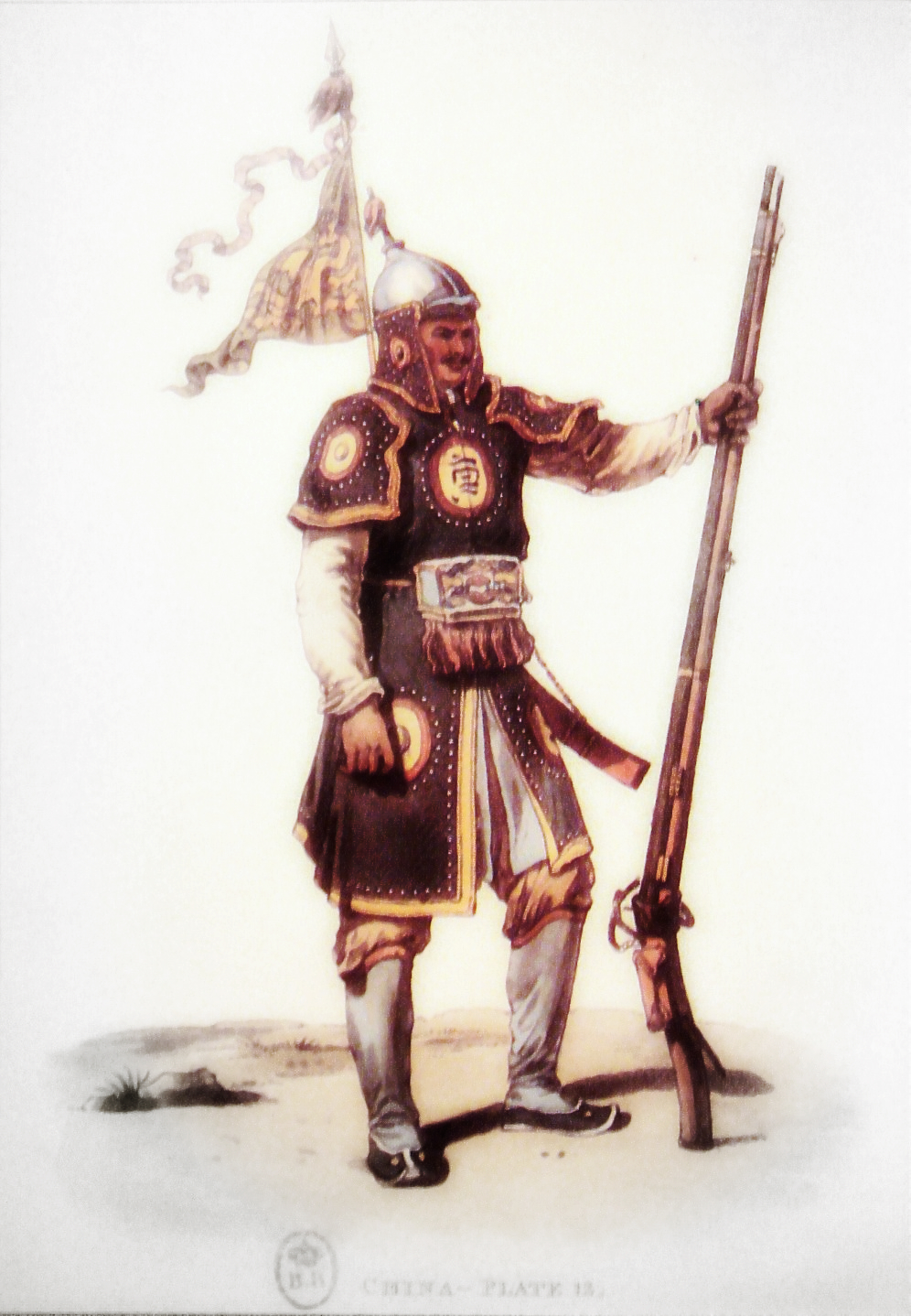
Một người lính từ thời Càn Long, được vẽ bởi họa sĩ William Alexander, 1793

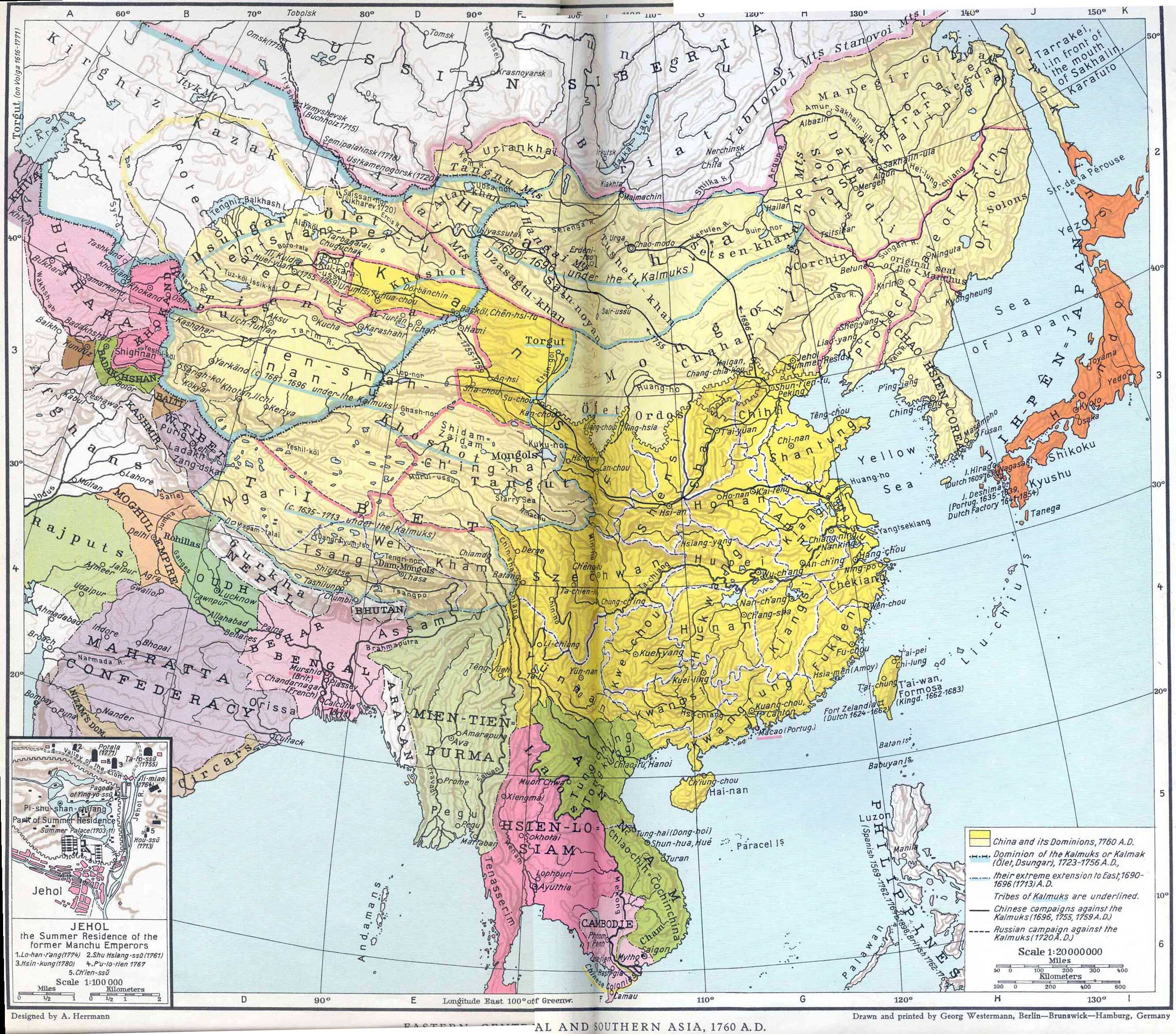
Đế quốc Đại Thanh (vàng) dưới thời Càn Long.

Càn Long được đánh giá là một nhà quân sự tài ba. Ngay sau khi lên ngôi, ông đã cho quân đàn áp cuộc khởi nghĩa của người Miêu vào năm 1735–1736. Những chiến dịch sau đó của ông đã làm mở rộng đáng kể lãnh thổ của Nhà Thanh. Sự thành công này một phần cậy nhờ vào sức mạnh quân sự, phần còn lại là sự chia rẽ và ngày một suy yếu của những dân tộc Nội Á.
Dưới thời Càn Long, Hãn quốc Chuẩn Cát Nhĩ đặt dưới sự cai trị của Nhà Thanh; sau đó nó đã đổi tên thành Tân Cương; trong khi đó, ở phía Tây, vùng Nội Mông là một đơn vị đồn trú của quân đội Nhà Thanh. Sự sáp nhập Tân Cương vào trong lãnh thổ Nhà Thanh là kết quả của các chiến thắng quân sự và sự sụp đổ của Hãn Quốc Chuẩn Cát Nhĩ, một liên minh giữa các bộ tộc Tây Mông Cổ. Theo học giả Ngụy Viên (đời Nhà Thanh), 40% trong tổng số 600,000 người Chuẩn Cát Nhĩ đã chết do bệnh đậu mùa, 20% phải di dân đến các khu vực của tộc người Nga, người Kazakh, 30% bị quân đội nhà Thanh tiêu diệt. Còn sử gia Peter Perdue cho rằng sự suy giảm dân số của người Chuẩn Cát Nhĩ là kết quả của chính sách diệt chủng triệt để của Càn Long.
Cuộc diệt chủng của hãn quốc Chuẩn Cát Nhĩ đã được so sánh với chiến dịch Thập toàn Võ công vào năm 1776, cũng xảy ra trong thời của Càn Long. Khi quân chiến thắng trở về Bắc Kinh, một bài thánh ca được hát để tôn vinh họ. Một phiên bản tiếng Mãn Châu của bài thánh ca được ghi lại bởi Dòng Tên Amoit và gửi đến Paris. Nhà Thanh đã thuê Triệu Dực và Jiang Yongzhi tại Sở Lưu trữ Quân sự, với tư cách là thành viên của Hàn Lâm Viện, để biên soạn các tác phẩm về chiến dịch này, như Chiến lược bình định Chuẩn Cát Nhĩ (Pingding Zhunge'er fanglue). Những bài thơ tôn vinh cuộc chinh phục nhà Thanh được viết bởi Triệu Dực, người đã viết phong cách Yanpu trong "phong cách ghi chép", nơi mà các khoản chi tiêu quân sự của triều đại Càn Long được ghi lại. Càn Long đã được ca ngợi là nguồn gốc của "Hòa bình và thịnh vượng của thế kỷ 18" theo mô tả của Triệu Dực. Các phiến quân Khalkha của Mông Cổ dưới trướng hoàng tử Chingünjav đã lập mưu cùng với khả hãn Chuẩn Cát Nhĩ Amursana và lãnh đạo một cuộc nổi dậy chống lại đế quốc Thanh cùng thời với Chuẩn Cát Nhĩ. Quân đội nhà Thanh đã đàn áp cuộc nổi dậy và hành quyết Chingünjav cũng như cả gia đình ông ta.
Suốt thời gian này đã tiếp tục diễn ra sự can thiệp của người Mông Cổ vào Tây Tạng; ở chiều ngược lại đó là sự thâm nhập của Phật giáo Tây Tạng vào Mông Cổ. Sau cuộc bạo loạn ở Llasa vào năm 1750, Càn Long đã trao quyền trị vì Tây Tạng cho Đà Lai Lạt Ma nhưng song song đó, lại đặt nó dưới sự giám sát của các quan Đại thần và quân đội Nhà Thanh đồn trú tại đây nhằm bảo vệ chủ quyền của Trung Hoa. Ở những mặt trận xa hơn, ông đã thu phục được người Nepal, người Gukhas. Năm 1791, Gurkha (nay là Nepal) xâm chiếm Tây Tạng. Chúng đi tới đâu là cướp của giết người tới đó, khiến nhân dân Tây Tạng lâm vào cảnh đau thương, khốn đốn. Càn Long lập tức phái Phúc Khang An và Hải Lan Sát dẫn quân đến nghênh chiến. Quân Thanh nhanh chóng đánh đuổi được quân Gurkha ra khỏi Tây Tạng. Quân Gurkha phái sứ giả tới cầu hòa, cam kết sẽ không bao giờ xâm phạm Tây Tạng nữa, và trả lại số vàng bạc châu báu cướp được, Càn Long đã chấp nhận điều kiện ngừng chiến này của Gurkha. Sau việc này, Càn Long cảm thấy chính phủ Tây Tạng đã quá thối nát, không thể chống đỡ nổi sự tấn công của quân xâm lược, vậy nên đã phái Phúc Khang An soạn thảo điều lệ giải quyết vấn đề nan giải của Tây Tạng, đây chính là "Khâm định Tây Tạng chương trình" nổi tiếng trong lịch sử.

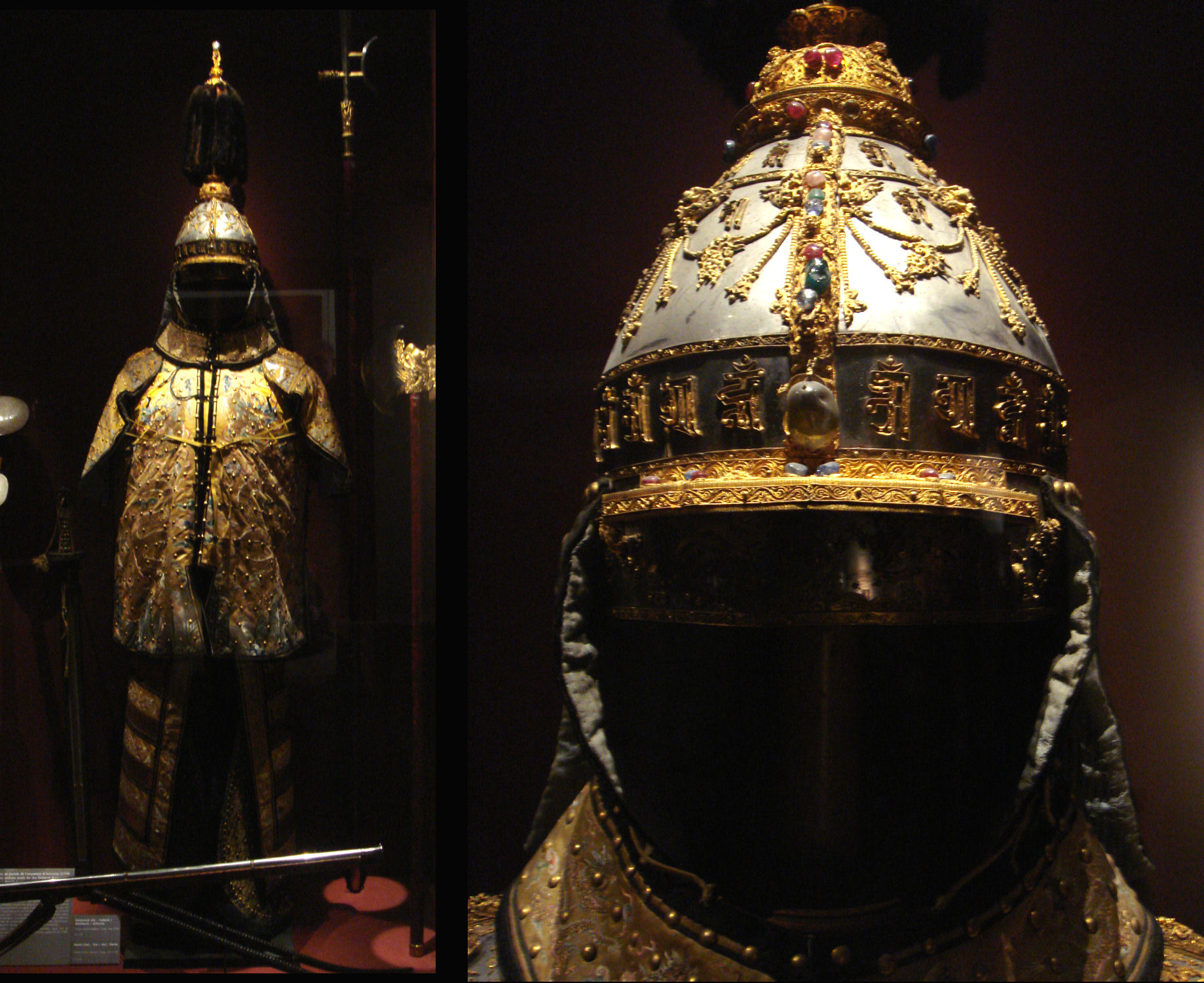
Bộ quân phục của Càn Long ở bảo tàng Musée de l'Armée, Paris

Tranh vẽ Càn Long những năm đầu trị vì.

Ngoài ra, Càn Long cũng đã có âm mưu thôn tính xứ Miến Điện nhưng cuối cùng đã thất bại hoàn toàn trong cuộc chiến tranh Thanh–Miến. Ban đầu ông tin rằng sẽ giành được chiến thắng dễ dàng, và chỉ gửi quân đội ở tỉnh Vân Nam, giáp biên giới Miến Điện. Cuộc xâm lược của nhà Thanh bắt đầu khi phần lớn lực lượng Miến Điện được triển khai trong cuộc xâm lược mới nhất của họ đối với Vương quốc Ayutthaya của Xiêm. Tuy nhiên, quân đội Miến Điện đã đánh bại hai cuộc xâm lược đầu tiên vào năm 1765–66 và 1766–67 tại khu vực biên giới. Cuộc xung đột khu vực hiện đang leo thang đến một cuộc chiến tranh lớn liên quan đến diễn tập quân sự trên toàn quốc ở cả hai quốc gia. Cuộc xâm lược thứ ba (1767–1768) do quân Bát Kỳ tinh nhuệ thực hiện gần như thành công khi đã tiến sâu vào địa phận Miến Điện trong vòng vài ngày diễu hành từ kinh đô nước này, Inwa. Tuy nhiên, lực lượng từ miền Bắc Trung Quốc này lại không thể thích nghi nổi với khí hậu nhiệt đới không quen thuộc và các bệnh dịch đặc hữu gây chết người", và phải rút quân về nước với những tổn thất nặng nề. Sau cuộc gọi cận kề, Vua Hsinbyushin đã tái bố trí quân đội của mình từ Xiêm sang đối phó với Trung Quốc. Cuộc xâm lược thứ tư và lớn nhất đã bị sa lầy ở biên giới. Khi lực lượng nhà Thanh bị bao vây hoàn toàn, một thỏa thuận ngừng bắn đã được thực hiện giữa các chỉ huy chiến trường của hai bên vào tháng 12 năm 1769. Lực lượng nhà Thanh giữ một đội hình quân sự hạng nặng ở khu vực biên giới Vân Nam trong khoảng một thập kỷ để cố gắng tiến hành một cuộc chiến khác trong khi áp đặt lệnh cấm buôn bán liên biên giới trong hai thập kỷ. Khi Miến Điện và Trung Quốc nối lại mối quan hệ ngoại giao vào năm 1790, chính quyền nhà Thanh đã đơn phương xem hành động này là sự phục tùng của Miến Điện, và tuyên bố chiến thắng.
Mặc dù thất bại ở miền Nam, tổng thể cuộc mở rộng quân sự của Hoàng đế Càn Long đã tăng gần gấp đôi diện tích của Đế chế nhà Thanh rộng lớn, và đưa vào lãnh thổ nhiều dân tộc không thuộc Hán tộc như người Duy Ngô Nhĩ, người Kazakhs, người Kyrgyzs, người Evenks và người Mông Cổ – những bộ tộc thù địch với triều đình. Đây cũng là một chiến dịch quân sự rất hao tiền; số tiền trong Kho bạc Hoàng gia hầu như được đưa vào các cuộc viễn chinh quân sự. Mặc dù hầu hết các cuộc chiến tranh đã thành công, quân Thanh không quá áp đảo như vậy. Quân đội nhà Thanh đã bị thiệt hại đáng kể và gặp khó khăn khi đối mặt với một số kẻ thù bị đánh giá yếu hơn nhiều: chiến dịch chống lại Thập toàn Võ công mất 2–3 năm – lúc đầu quân đội nhà Thanh liên tục thua trận, mặc dù Nhạc Chung Kỳ (hậu duệ của Nhạc Phi) sau đó nắm quyền kiểm soát tình hình. Cuộc chiến với hãn quốc Chuẩn Cát Nhĩ đã nhiều lần diễn ra với cục diện giằng co, và gây ra thiệt hại nặng nề ở cả hai bên.
Vào giai đoạn cuối cuộc chiến tranh biên giới, quân đội nhà Thanh đã bắt đầu suy yếu đáng kể. Ngoài một hệ thống quân sự khoan dung hơn, các tướng lĩnh trở nên đắm chìm trong lối sống hưởng thụ xa xỉ. Vì hầu hết các cuộc chiến đã diễn ra, các vị tướng không còn thấy bất kỳ lý do gì để huấn luyện quân đội của họ, dẫn đến một sự suy yếu quân sự nhanh chóng vào cuối triều đại của Hoàng đế Càn Long. Đây là lý do chính cho sự thất bại của quân đội nhà Thanh để ngăn chặn cuộc khởi nghĩa Bạch Liên giáo, bắt đầu vào cuối triều đại của Càn Long và mở rộng vào thời của Gia Khánh.

#### Điều quân sang nước Đại Việt

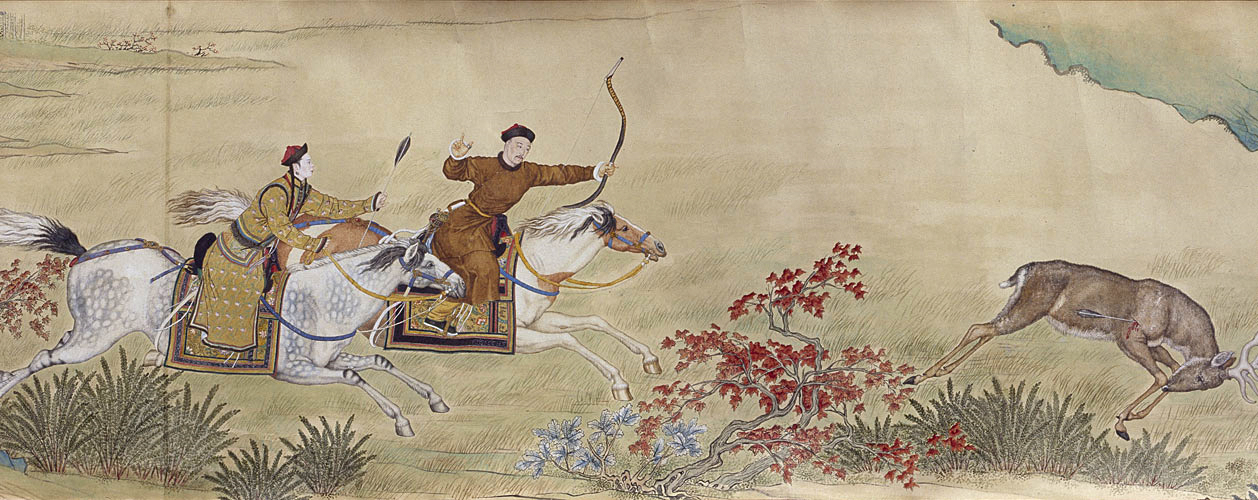
Một bức tranh mô tả Càn Long khi đi săn.

Những năm cuối thế kỷ XVIII, nước Đại Việt xảy ra xung đột giữa nhà Hậu Lê với nhà Tây Sơn. Tháng 5 năm 1788, vua Lê Chiêu Thống cùng các bầy tôi sang Long Châu cầu viện nhà Thanh phát binh đánh nhà Tây Sơn. Tháng 7 năm 1788, Lê Chiêu Thống ở Kinh Bắc cũng sai người sang Trung Quốc cầu cứu. Càn Long thấy vậy bèn phát binh đánh Đại Việt. Cuối năm 1788, Càn Long sai Tổng đốc Lưỡng Quảng Tôn Sĩ Nghị chỉ huy hơn 29 vạn quân, huy động từ Lưỡng Quảng, Vân Nam và Quý Châu hộ tống Lê Chiêu Thống về Đại Việt với danh nghĩa phù Lê diệt Tây Sơn, và phong cho Lê Chiêu Thống là An Nam Quốc vương để vào chiếm đóng Thăng Long (Hà Nội). Quân đội nhà Thanh nhanh chóng áp đảo và dễ dàng chiếm kinh thành Thăng Long, buộc hai tướng Ngô Văn Sở và Ngô Thì Nhậm phải rút quân vào Phú Xuân báo cho tướng nhà Tây Sơn là Bắc Bình vương Nguyễn Huệ.
Ngày 20 tháng 12 năm Mậu Thân (15 tháng 1 năm 1789), đại quân của Quang Trung đã ra đến Tam Điệp, Ninh Bình. Khi đó, quân sĩ được lệnh ăn Tết trước. Và sau đó, Quang Trung ra lệnh cho quân sĩ chia thành 5 đạo quân để tiến ra Thăng Long. Sau khi thăm dò tình hình (bằng cách viết thư cho Tôn Sĩ Nghị giả vờ đầu hàng), vua Quang Trung thông báo chỉ trong 10 ngày là quét sạch quân Mãn Thanh.
Sớm hơn cả dự kiến, trong vòng 6 ngày kể từ đêm 30 Tết âm lịch, quân Tây Sơn đã đánh tan 29 vạn quân Mãn Thanh mà trận Ngọc Hồi – Đống Đa là tiêu biểu. Quân Thanh chống không nổi, bỏ chạy tán loạn, giày xéo lên nhau mà chết..., thây ngổn ngang đầy đồng, máu chảy thành suối. Quân Thanh đại bại (Hoàng Lê nhất thống chí). Trưa mồng 5 Tết Kỷ Dậu – 1789, quân Tây Sơn tiến vào Thăng Long.
Trưa mồng 5 Tết Kỷ Dậu – 1789, quân Tây Sơn tiến vào Thăng Long. Tôn Sĩ Nghị và Lê Chiêu Thống sợ hãi dẫn đám tàn quân vượt sông Hồng chạy thoát về Trung Quốc. Quang Trung tuy đánh bại quân Thanh, nhưng biết Đại Thanh là nước lớn, vả lại còn đang phải chống lại thế lực Nguyễn Ánh ở miền Nam Đại Việt, nên quyết định xưng thần với nhà Thanh. Về phía Đại Thanh, Càn Long biết Đại Việt khó đánh, mà đánh được cũng khó giữ, nên chấp nhận sự giảng hòa của Quang Trung. Càn Long vẫn giữ nhóm vua tôi Lê Chiêu Thống trên đất Trung Quốc nhưng phớt lờ tất cả mọi nỗ lực của họ khi đòi người Thanh tiếp tục đưa quân sang đánh báo thù Tây Sơn.

### Bản sắc chính trị Trung Quốc và chính sách biên cương
Hoàng đế Càn Long và những người tiền nhiệm của ông, kể từ Hoàng đế Thuận Trị, đã xác định Trung Quốc và Đế quốc Thanh là như nhau, và trong các hiệp ước và các tài liệu ngoại giao, Đế quốc Thanh gọi đó là "Trung Quốc". Hoàng đế Càn Long đã bác bỏ những ý kiến trước đó rằng chỉ người Hán mới có thể là người Trung Quốc và chỉ có đất Hán mới có thể được coi là một phần của Trung Quốc, vì vậy ông đã định nghĩa lại Trung Quốc là đa sắc tộc, nói rằng vào năm 1755, "tồn tại quan điểm về Trung Quốc (zhongxia), theo mà những người không phải người Hán không thể trở thành chủ thể của Trung Quốc và đất đai của họ không thể hòa nhập vào lãnh thổ Trung Quốc. Điều này không thể hiện sự hiểu biết về triều đại của chúng ta về Trung Quốc, mà thay vào đó là các triều đại Hán, Đường, Tống và Minh trước đó. "
Hoàng đế Càn Long bác bỏ quan điểm của các quan chức Hán, người nói rằng Tân Cương không phải là một phần của Trung Quốc và ông không nên chinh phục nó, đưa ra quan điểm rằng Trung Quốc là đa sắc tộc và không chỉ đề cập đến người Hán. Hoàng đế Càn Long đã so sánh thành tích của mình với thành tích của nhà Hán và nhà Đường khi viễn chinh vào Trung Á.

### Quan hệ với phương Tây
Đối mặt với thực dân phương Tây liên tục dòm ngó, Càn Long đã chọn thái độ cứng rắn, từ chối thẳng thừng những yêu cầu vô lý của họ. Cùng với đó, ông chọn thái độ hữu hảo với những nước có thành ý với Trung Quốc, tuy nhiên vẫn dứt khoát từ chối đề xuất thông thương của họ. Quan điểm của ông là, tiếp tục duy trì chính sách bế quan tỏa cảng của quốc gia, cũng chính vì vậy mà đã khiến khoa học kỹ thuật của Trung Quốc tụt hậu khá xa so với châu Âu.

## Thành tựu văn hóa

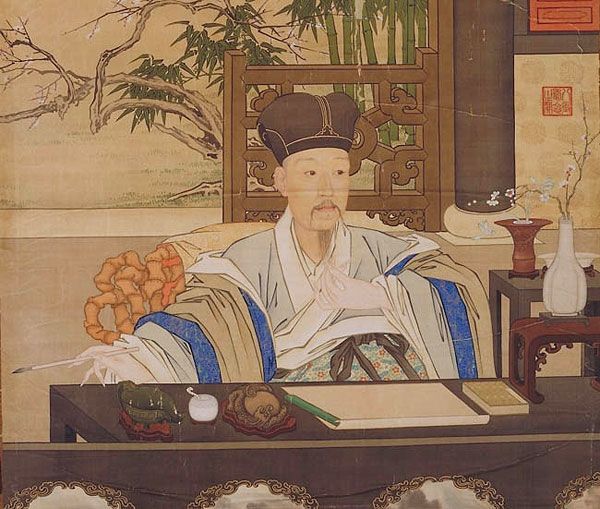
Vua Càn Long bên bàn làm việc, tranh vẽ bởi Giuseppe Castiglione, thế kỉ 18

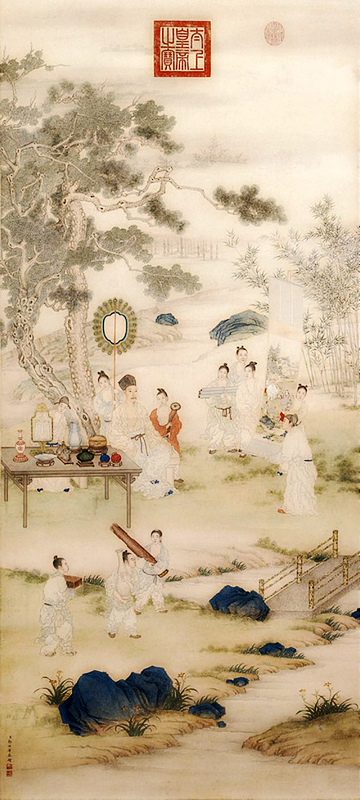
Càn Long đang xem tranh

Giống như hoàng đế tiền nhiệm, Càn Long coi trọng vai trò văn hóa của bản thân mình. Trước hết, Càn Long cố gắng bảo tồn di sản Mãn Châu, thứ mà ông luôn xem như là nền tảng của tính cách đạo đức của người Mãn Châu và do đó là sức mạnh của triều Thanh. Ông ra lệnh biên soạn các phả hệ ngôn ngữ Mãn Châu, lịch sử, và các cẩm nang nghi lễ và vào năm 1747 đã bí mật ra lệnh biên soạn Bộ luật Shaman, được xuất bản sau trong Tứ khố toàn thư. Ông tiếp tục củng cố các yêu sách văn hóa và tôn giáo của các triều đại ở Trung Á bằng cách đặt một bản sao của cung điện Potala, một ngôi đền Tây Tạng, được xây dựng trên nền tảng của Tị Thử Sơn Trang ở Thừa Đức. Để trình bày bản thân với người Tây Tạng và người Mông Cổ trong Phật giáo hơn là trong các thuật ngữ Nho giáo, ông đã đưa một bức tranh thangka, hay thiêng liêng, mô tả ông là văn–thù–sư–lợi, Bồ Tát của trí tuệ.
Càn Long là một người bảo trợ chính và là "người bảo quản và phục chế" quan trọng của văn hóa Nho giáo. Ông đã có một sự thèm ăn vô độ để thu thập, và có được nhiều "bộ sưu tập tư nhân vĩ đại" của Trung Quốc bằng bất kỳ phương tiện nào cần thiết, và "tích trữ lại kho báu của họ vào bộ sưu tập hoàng gia." Càn Long, nhiều hơn bất kỳ hoàng đế Mãn Châu nào khác, đã yêu mến bộ sưu tập hoàng gia với sự chú ý và nỗ lực của mình::
Bộ sưu tập hoàng gia có nguồn gốc từ thế kỷ thứ nhất trước Công nguyên, và đã trải qua nhiều thăng trầm của hỏa hoạn, nội chiến và các cuộc xâm lược của nước ngoài trong các thế kỷ tiếp theo. Nhưng chính Càn Long đã dành sự chú ý lớn nhất cho nó, chắc chắn là của bất kỳ nhà cai trị người Mãn nào... Một trong nhiều vai trò của Càn Long, với sự siêng năng thông thường của ông, là hoàng đế với tư cách là nhà sưu tầm và giám tuyển.... Càn Long theo dõi thị trường nghệ thuật một cách cẩn thận như thế nào trong các bức tranh và cổ vật quý hiếm, sử dụng một đội ngũ cố vấn văn hóa, từ văn nhân Trung Quốc cao tuổi đến những người sành chơi Mãn Châu mới nổi. Những người đàn ông này sẽ giúp hoàng đế phát hiện ra những bộ sưu tập tư nhân vĩ đại sắp được bán, bởi vì vận may của một số gia đình thương nhân giàu có trước đây đang làm sáng tỏ hoặc bởi vì những đồ vật quý giá được mua bởi ông bà Mãn hoặc Trung Quốc trong thời kỳ hỗn loạn không có còn giá trị bởi những người thừa kế còn sống của những gia đình đó. Đôi khi, Càn Long cũng sẽ gây áp lực hoặc thậm chí buộc các cận thần giàu có phải đưa ra các đối tượng nghệ thuật lựa chọn: ông đã làm điều này bằng cách chỉ ra những thất bại trong công việc của họ, có thể được miễn nếu họ làm một "món quà" nào đó, hoặc, trong một vài lễ kỷ niệm trường hợp, bằng cách thuyết phục các chủ sở hữu hiện tại rằng chỉ có các bức tường an toàn của Thành phố bị cấm và những người bảo vệ của nó có thể cứu một số bức tranh quý giá khỏi trộm cắp hoặc từ hỏa hoạn.
Bộ sưu tập nghệ thuật đồ sộ của Hoàng đế Càn Long đã trở thành một phần thân mật trong cuộc đời ông; ông đã mang theo những bức tranh phong cảnh trong chuyến du lịch của mình để so sánh chúng với phong cảnh thực tế, hoặc treo chúng trong những căn phòng đặc biệt trong cung điện nơi ông ở, để khắc ghi chúng trong mỗi lần đến đó. "Ông cũng thường xuyên thêm các dòng chữ thơ vào các bức tranh của bộ sưu tập hoàng gia, theo gương của các hoàng đế của triều đại nhà Tống và các họa sĩ văn chương của triều đại nhà Minh. Chúng là một dấu ấn riêng biệt cho tác phẩm và là dấu hiệu hữu hình của ông Vai trò chính đáng của hoàng đế. Đặc biệt nhất đối với Hoàng đế Càn Long là một loại chữ khắc khác, cho thấy một cách thực hành độc đáo đối với các tác phẩm nghệ thuật mà ông dường như đã phát triển cho chính mình. Trong một số thời gian cố định, ông đã chiêm ngưỡng một số bức tranh hoặc các tác phẩm thư pháp sở hữu ý nghĩa đặc biệt đối với anh ta, ghi chép thường xuyên với các ghi chú chủ yếu là riêng tư về hoàn cảnh thưởng thức chúng, sử dụng chúng gần như một cuốn nhật ký. "
"Hầu hết vài ngàn vật phẩm ngọc bích trong bộ sưu tập hoàng gia kể từ thời trị vì của ông. Hoàng đế (Càn Long) cũng đặc biệt quan tâm đến việc thu thập các đồng tiền cổ, gương đồng và dấu niêm," ngoài đồ gốm, gốm sứ và nghệ thuật ứng dụng như như pháp lam, gia công kim loại và công việc sơn mài, phát triển rực rỡ trong triều đại của ông; một phần đáng kể trong bộ sưu tập của ông là trong Quỹ Percival David ở London. Bảo tàng Victoria và Albert và Bảo tàng Anh cũng có những bộ sưu tập nghệ thuật từ thời Càn Long.
"Hoàng đế Càn Long là một nhà thơ và nhà tiểu luận say mê. Trong các tác phẩm thu thập của ông, được xuất bản trong một loạt mười lần giữa 1749 và 1800, hơn 40.000 bài thơ và 1.300 văn bản văn xuôi được liệt kê, làm cho ông trở thành một trong những nhà văn nổi tiếng nhất mọi thời đại. Có một truyền thống lâu dài các bài thơ thuộc thể loại này để ca ngợi các đối tượng cụ thể ('yongwu shi), và Hoàng đế Càn Long đã sử dụng nó để liên kết tên của mình cả về thể chất và trí tuệ với truyền thống nghệ thuật cổ đại. "
Một trong những dự án lớn nhất của Hoàng đế Càn Long là "tập hợp một nhóm các học giả giỏi nhất của Trung Quốc cho mục đích lắp ráp, chỉnh sửa và in bộ sưu tập lớn nhất từng được tạo ra từ triết học, lịch sử và văn học Trung Quốc." Được gọi là Bốn Kho báu Dự án (hay Siku Quanshu), nó đã được xuất bản thành 36.000 tập, chứa khoảng 3.450 tác phẩm hoàn chỉnh và sử dụng tới 15.000 người sao chép. Nó bảo tồn rất nhiều sách, nhưng cũng được dùng như một cách để loại bỏ và đàn áp các đối thủ chính trị, đòi hỏi phải "kiểm tra cẩn thận các thư viện tư nhân để tập hợp một danh sách khoảng mười một nghìn tác phẩm từ trước đến nay, trong đó khoảng một phần ba được chọn để xuất bản. Các tác phẩm không được bao gồm hoặc được tóm tắt hoặc trong nhiều trường hợp mà đã lên kế hoạch phá hủy. "

### Biên soạn "Tứ Khố Toàn Thư"
Tứ khố toàn thư (tiếng Trung: 四庫全書) là bách khoa lớn nhất trong lịch sử phong kiến Trung Quốc.[1] Nó được Hoàng đế Càn Long nhà Thanh giao cho 361 học giả, đứng đầu là Kỉ Quân và Lục Tích Hùng, biên soạn trong khoảng thời gian từ 1773 đến 1782, nó đã trải qua vô vàn sóng gió cùng với máu tanh vì trong thời gian này chế độ vua chúa nhà Thanh bắt bớ gắt gao những người có tư tưởng phản Thanh phục Minh dù là trong thơ ca. Với 4 phần lớn là Kinh (經), Sử (史), Tử (子), Tập (集), Tứ khố toàn thư đã tập hợp trên 10.000 bản thảo từ các bộ sưu tập của những triều đại phong kiến Trung Quốc (kể cả 3.000 bản thảo bị đốt vì nghi có tư tưởng chống Thanh) thuộc tất cả các lĩnh vực khoa học tự nhiên, khoa học xã hội, lịch sử, triết học và văn học nghệ thuật. Tổng cộng bộ sách này có 79.897 phần[2] nằm trong 36.381 quyển, 2,3 triệu trang sách và khoảng 800 triệu chữ.[3][4][5]
Có 16 người được giao chịu trách nhiệm chính để biên soạn Tứ khố toàn thư. Ngoài ra còn có 60 quan lại và những nhân vật trí thức tiên tiến cùng tham gia: Chất Trang Thân vương Vĩnh Dung, Đại học sĩ Lưu Thống Huân, Vũ Mẫn. Sau 15 năm trời, bộ Tứ khố toàn thư được chép xong, đến năm 1793 công việc biên soạn mới hoàn toàn kết thúc. Tứ khố toàn thư được chia làm ba loại: sao chép, khắc in và tồn mục. "Tồn mục" là những sách mà vua Càn Long cho là xúc phạm đến triều đình Mãn Thanh, bất lợi cho sự thống trị của triều đình, chỉ được giữ lại tên sách trong "Tứ khố toàn thư". "Tứ khố toàn thư" được chép làm 7 bản chính, mỗi bản gồm 36.275 quyển, được cất giữ tại Văn Hàm các, Văn Nguyên các, Văn Tố các, Văn Lan các. Một bản dự trữ được cất tại Hàn Lâm viện tại Bắc Kinh. Ngày nay, chỉ còn bản được lưu trữ tại Văn Tân các ở Sơn trang nghỉ mát của vua Càn Long còn nguyên vẹn.
Hoàng đế Càn Long hạ lệnh làm thành 7 bản sao của Tứ khố toàn thư. Bốn bản đầu tiên là cho Hoàng đế và được giữ ở phía bắc. Hoàng đế Càn Long xây dựng những thư viện đặc biệt cho nó. Các bản sao được đặt tại Tử Cấm Thành, Vườn Viên Minh, Thẩm Dương và Thừa Đức. Ba bản còn lại được gửi về phía nam. Chúng được gửi vào các thư viện trong các thành phố Hàng Châu, Trấn Giang và Dương Châu.[6] Tất cả bảy thư viện cũng nhận được bản sao của bách khoa toàn thư Hoàng gia năm 1725 Cổ kim đồ thư tập thành.
Bản sao lưu giữ trong Vườn Viên Minh đã bị phá hủy trong Chiến tranh Nha phiến lần thứ 2 vào năm 1860. Trong cuộc chiến với quân Anh và Pháp, bản sao Cung điện Mùa hè cũ đã bị đốt cháy. Hai bản sao lưu giữ ở Trấn Giang và Dương Châu đã hoàn toàn bị phá hủy trong khi bản sao lưu giữ tại Hàng Châu chỉ khoảng 70 đến 80 phần trăm bị phá hủy, trong cuộc nổi loạn Thái Bình Thiên Quốc. Bốn bản còn lại bị một số thiệt hại trong Chiến tranh Trung – Nhật lần thứ 2. Ngày nay, những bản sao này có thể được đặt tại Thư viện Quốc gia Trung Quốc ở Bắc Kinh, Bảo tàng Cung điện Quốc gia ở Đài Bắc, Thư viện Cam Túc ở Lan Châu và Thư viện Chiết Giang ở Hàng Châu.

### Đốt sách và chỉnh sửa nội dung

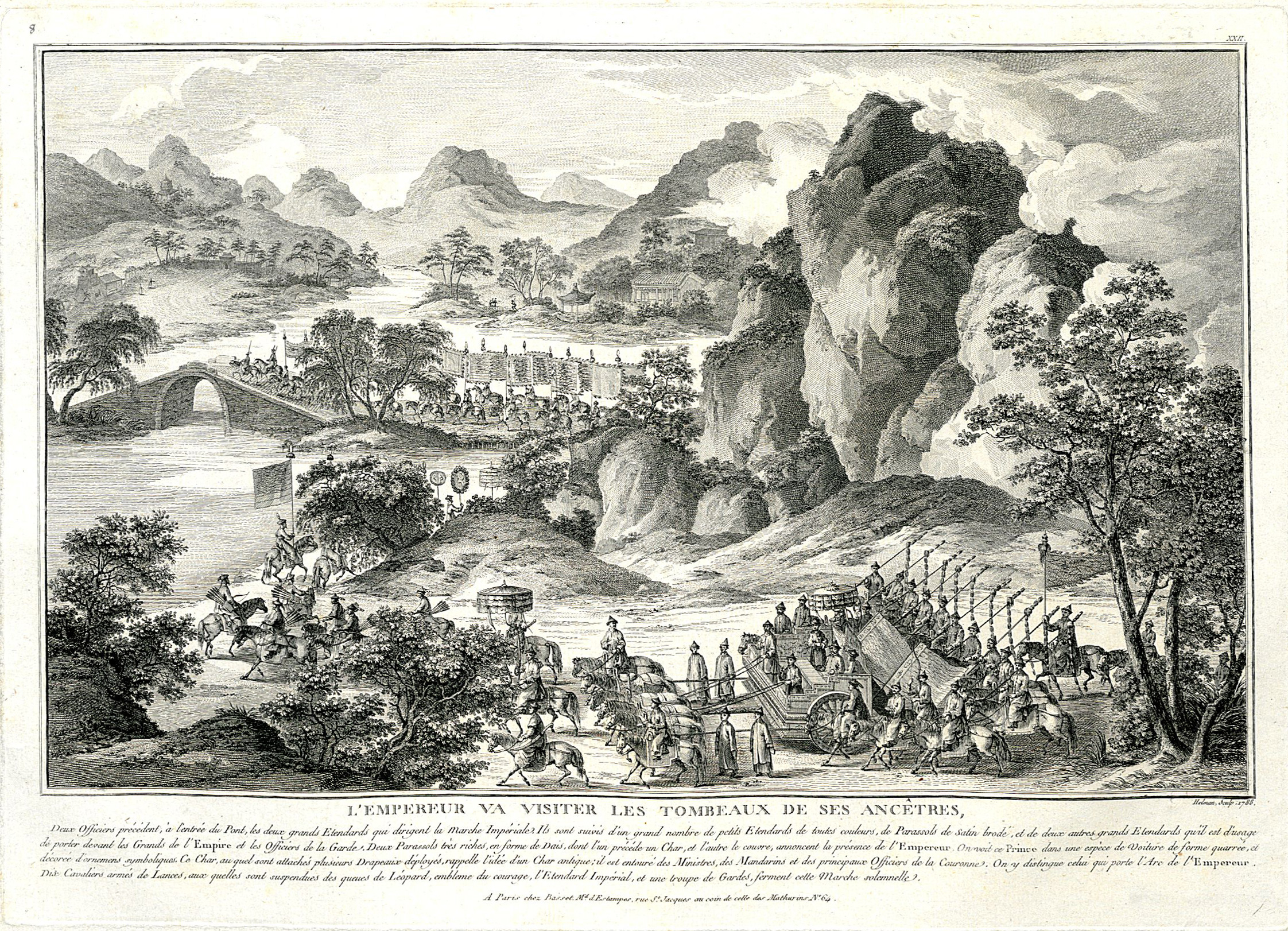
Một chuyến viếng thăm của Hoàng đế đến ngôi mộ của tổ tiên.

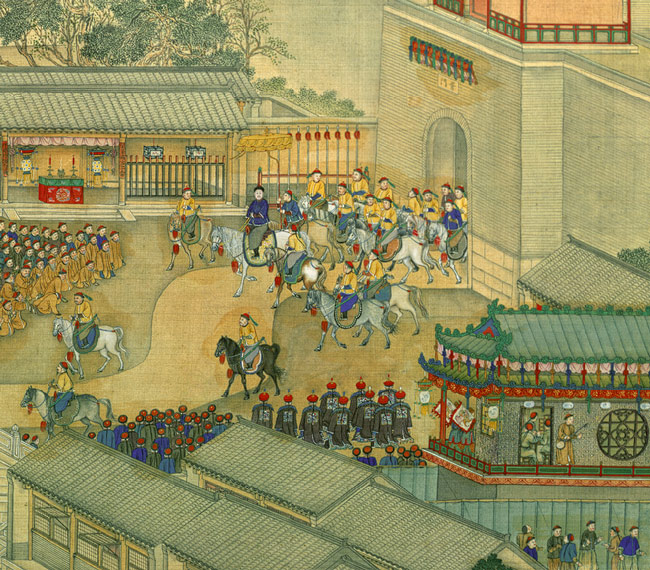
Hoàng đế Càn Long đến Tô Châu thăm Đại Vận Hà.

Khoảng 2.300 tác phẩm đã được liệt kê cho tổng cuộc đàn áp và 350 công trình khác để xóa bỏ một phần. Mục đích là để xóa bỏ các tác phẩm chống lại nhà Thanh hoặc có tính nổi loạn, mà xúc phạm các triều đại "man di" trước đó, hoặc những thông tin nhạy cảm với các vấn đề biên giới hay phòng thủ. Việc chỉnh sửa đầy đủ của Siku Quanshu đã hoàn thành trong khoảng mười năm; trong mười năm qua, 3100 đầu sách (hoặc tác phẩm), khoảng 150.000 bản sách bị đốt cháy hoặc bị cấm. Trong số những tập đã được phân loại vào Siku Quanshu, nhiều sách đã bị xóa và sửa đổi. Đăc biệt, những cuốn sách được xuất bản trong thời nhà Minh là những tác phẩm bị thiệt hại lớn nhất.
Quan chức sẽ rà soát bất kỳ ký tự hoặc bất kỳ tính trung lập nào của câu văn; nếu chính quyền đã quyết định những lời này, hoặc câu văn, là xúc phạm hoặc hoài nghi đối với triều đình nhà Thanh, thì hình phạt sẽ bắt đầu. Trong thời gian trị vì của Hoàng đế Càn Long, đã có 53 vụ án về việc tác phẩm văn học bị xem là cổ suý nổi loạn chống triều đình, dẫn đến các nạn nhân bị hành hình bằng cách chém đầu hoặc tùng xẻo, hoặc xác chết của họ bị băm nát (nếu họ đã chết).

### Tác phẩm văn học
Năm 1743, sau lần viếng thăm đầu tiên của ông tới Mukden (ngày nay là Thẩm Dương, Liêu Ninh), Càn Long đã dùng tiếng Trung để viết "Ode to Mukden" (Shengjing fu / Mukden–i fujurun bithe), một kiểu viết theo phong cách cổ điển, một bài thơ ca ngợi Mukden, vào thời điểm đó một thuật ngữ chung cho những gì sau này được gọi là Mãn Châu, mô tả vẻ đẹp của nó và các giá trị lịch sử. Ông mô tả những ngọn núi và động vật hoang dã, sử dụng chúng để biện minh cho niềm tin của mình rằng vương triều sẽ tồn tại lâu dài. Một bản dịch tiếng Mãn sau đó được thực hiện. Năm 1748, ông ra lệnh in ấn cho cả hai tiếng Trung Quốc và Mãn Châu, sử dụng một số hình thức tiền thân, nhưng phong cách Mãn Châu phải được phát minh và không thể đọc được.

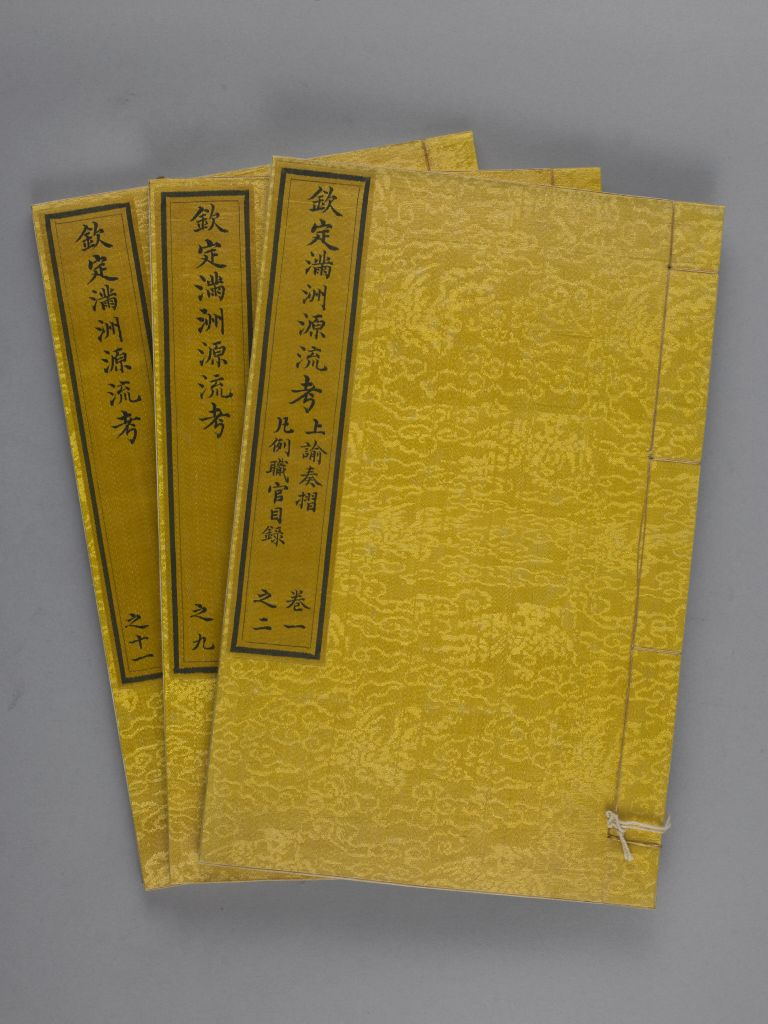
Hình ảnh về bộ sách Mãn Châu nguyên lưu khảo (滿洲源流考, Researches on Manchu Origins)

Năm 1777, Càn Long cho xuất bản bộ sách Mãn Châu nguyên lưu khảo (滿洲源流考, Researches on Manchu Origins) nghiên cứu về nguồn gốc Mãn Châu. Đây là một cuốn sách lịch sử quan trọng được chính quyền nhà Thanh. Hoàng đế Càn Long đã tài trợ cho việc biên soạn nó với mục tiêu hợp pháp hóa sự cai trị của nhà Thanh, cũng như xác định nhà Thanh là người kế vị nhà Kim (1115–1234). Mãn Châu nguyên lưu khảo cũng củng cố quan niệm của Càn Long về người Mãn Châu như một chủng tộc nghệ thuật. Bộ sách bao gồm 4 phần: bộ lạc Mãn Châu, lãnh thổ, địa hình (núi và sông) và văn hóa. Nhà sử học Pamela Kyle Crossley đã phân tích bộ sách này như là đỉnh cao trong nỗ lực của triều đại nhà Thanh nhằm "thể chế hóa tài liệu" về di sản Mãn Châu và từ đó, bản sắc dân tộc Mãn Châu. Các nghiên cứu về Nguồn gốc Mãn Châu bao gồm một danh sách sửa các từ trong ngôn ngữ Nữ Chân được phiên âm được tìm thấy trong Kim sử ở Chương 135, sử dụng ngôn ngữ Mãn Châu để sửa chúng ở Chương 18. Mãn Châu nguyên lưu khảo được biên soạn dưới góc nhìn của giai cấp thống trị Mãn Thanh, thoát khỏi ghi chép lịch sử về các thủ thư theo quan điểm lấy người Hán làm trung tâm. Đó là tài liệu cho thấy dân tộc mà họ đã có từ xa xưa, từ các bộ tộc Nữ Chân đến các bộ tộc Mãn Châu. Dòng dõi của người Nữ Chân và người Mãn được kế tục từ Phù Dư, Cao Câu Ly, Cao Ly, Tam Hàn, Bách Tế, Tân La, Túc Thận, Bột Hải, và Nữ Chân theo thời đại.

### Ngôn ngữ
Trong thời thơ ấu của mình, Càn Long được dạy kèm tiếng Mãn, tiếng Hán và tiếng Mông Cổ, được bố trí để được dạy kèm bằng tiếng Tây Tạng, và nói tiếng bộ lạc Chagatai (Turki hoặc Uyghur hiện đại) và Tangut. Tuy nhiên, ông thậm chí còn quan tâm nhiều hơn những người tiền nhiệm của mình để bảo tồn và quảng bá ngôn ngữ Mãn Châu giữa những người theo ông, như ông tuyên bố rằng "chìa khóa cho Mãn Châu là ngôn ngữ." Ông đã đưa các bộ từ điển tiếng Mãn mới, và chỉ đạo việc chuẩn bị từ điển Pentaglot đưa ra các từ tương đương cho các thuật ngữ Mãn Châu trong tiếng Mông Cổ, Tây Tạng và Thổ Nhĩ Kỳ, và có kinh điển Phật giáo dịch sang tiếng Mãn Châu, được coi là "ngôn ngữ quốc gia". Ông chỉ đạo việc loại bỏ các khoản vay mượn từ Trung Quốc và thay thế chúng bằng các bản dịch bình thường được đưa vào từ điển Mãn Châu mới. Mãn dịch các tác phẩm của Trung Quốc trong triều đại của ông là những bản dịch trực tiếp tương phản với những cuốn sách của Mãn Châu được dịch trong thời Khang Hy, là phiên âm trong chữ Mãn Châu của các ký tự Trung Quốc.
Hoàng đế Càn Long đã ủy nhiệm cho Yuding Xiyu Tongwen Zhi ("Vùng Tây Phương Tây") là một từ điển tên địa lý ở Tân Cương ở Oirat Mongol, Mãn Châu, Trung Quốc, Tây Tạng và Turki (Uyghur hiện đại).

### Phật giáo Tây Tạng

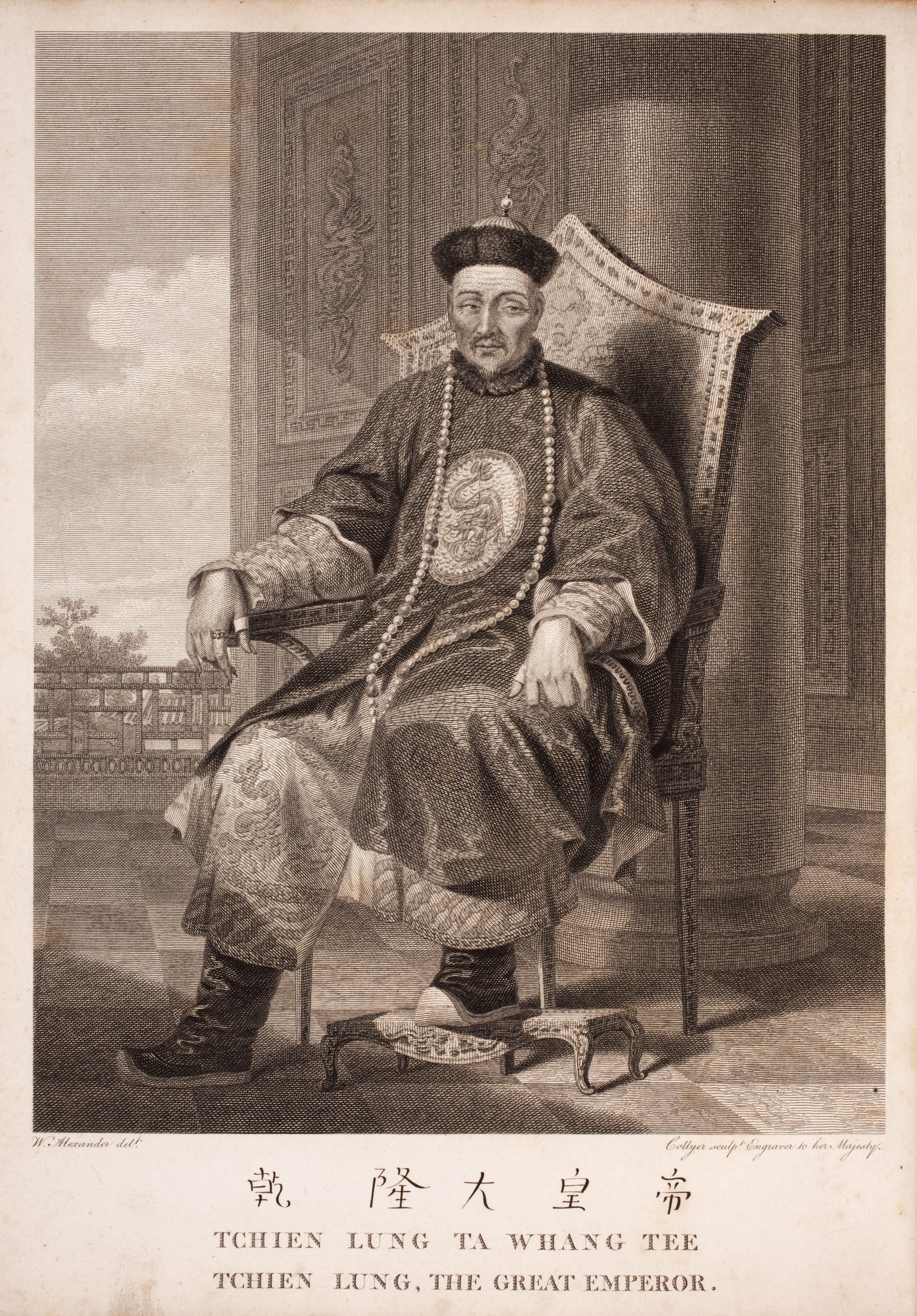
Tranh khắc họa Hoàng đế Càn Long

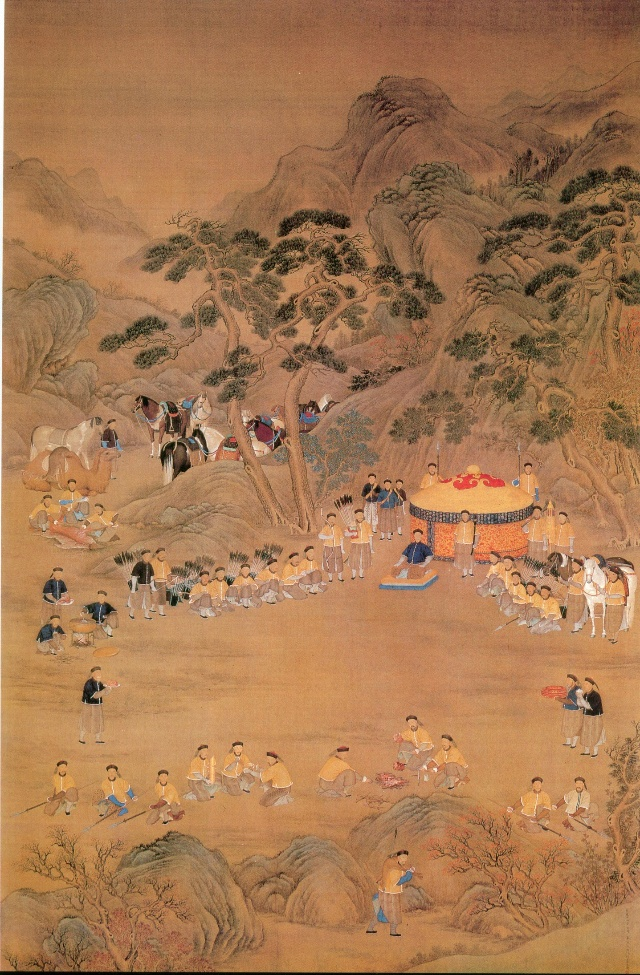
Càn Long trong một chuyến đi săn

Sự kết hợp lâu dài của quyền cai trị Mãn Châu với Bồ Tát văn–thù–sư–lợi và sự quan tâm riêng của ông đối với Phật giáo Tây Tạng đã tạo nên sự tin tưởng cho sự bảo trợ của Càn Long về nghệ thuật Phật giáo Tây Tạng và sự bảo trợ các bản dịch kinh điển Phật giáo. Các tài khoản trong hồ sơ triều đình và các nguồn ngôn ngữ Tây Tạng khẳng định cam kết cá nhân của mình. Ông nhanh chóng học đọc ngôn ngữ Tây Tạng và nghiên cứu văn bản Phật giáo một cách chắc chắn. Niềm tin của ông được phản ánh trong hình ảnh Phật giáo Tây Tạng về lăng mộ của ông, có lẽ là biểu hiện cá nhân và riêng tư nhất về cuộc đời của hoàng đế. Ngài ủng hộ Giáo hội Vàng (giáo phái Phật giáo Tây Tạng cách–lỗ–phái) để "duy trì hòa bình giữa người Mông Cổ" vì người Mông Cổ là tín đồ của đạt–lai–Lạt–ma và ban–thiền–Lạt–ma của Giáo hội Vàng, và Hoàng đế Càn Long đã giải thích điều này trong Ung Hòa Cung. Bắc Kinh trên một bia có tên "Lama Shuo" (trên Lamas) vào năm 1792, và ông cũng nói rằng "chỉ đơn thuần là theo đuổi chính sách mở rộng tình cảm của chúng ta cho kẻ yếu đuối." dẫn ông đến bảo trợ Giáo hội Vàng. Mark Elliott kết luận rằng những hành động này mang lại lợi ích chính trị nhưng "liên kết chặt chẽ với đức tin cá nhân của ông ấy."
Lời giải thích về việc ủng hộ các Phật tử Tây Tạng "Những chiếc mũ vàng" vì những lý do thực tế đã được sử dụng để làm chệch hướng những lời chỉ trích của Han về chính sách này bởi Hoàng đế Càn Long, người có bia "Lama Shuo" khắc bằng tiếng Tây Tạng, Mông Cổ, Mãn Châu và Trung Quốc. Bằng cách bảo trợ Giáo hội Vàng, chúng ta duy trì hòa bình giữa người Mông Cổ, đây là một nhiệm vụ quan trọng mà chúng ta không thể bảo vệ (tôn giáo) này (khi làm như vậy), chúng ta không thể hiện sự thiên vị, và cũng không muốn tôn thờ các linh mục Tây Tạng như (được thực hiện trong thời nhà Nguyên).
Càn Long biến Ung Hòa Cung thành một ngôi chùa Phật giáo Tây Tạng cho người Mông Cổ vào năm 1744 và có một sắc lệnh được ghi trên bia để tưởng niệm nó bằng tiếng Tây Tạng, Mông Cổ, Trung Quốc và Mãn Châu. đã viết phiên bản tiếng Trung trước tiếng Mãn.
Sự đàn áp các Kitô hữu bởi cha ông trở nên tồi tệ hơn trong triều đại của ông.

### Cung điện

Phi tần và con cái của Càn Long

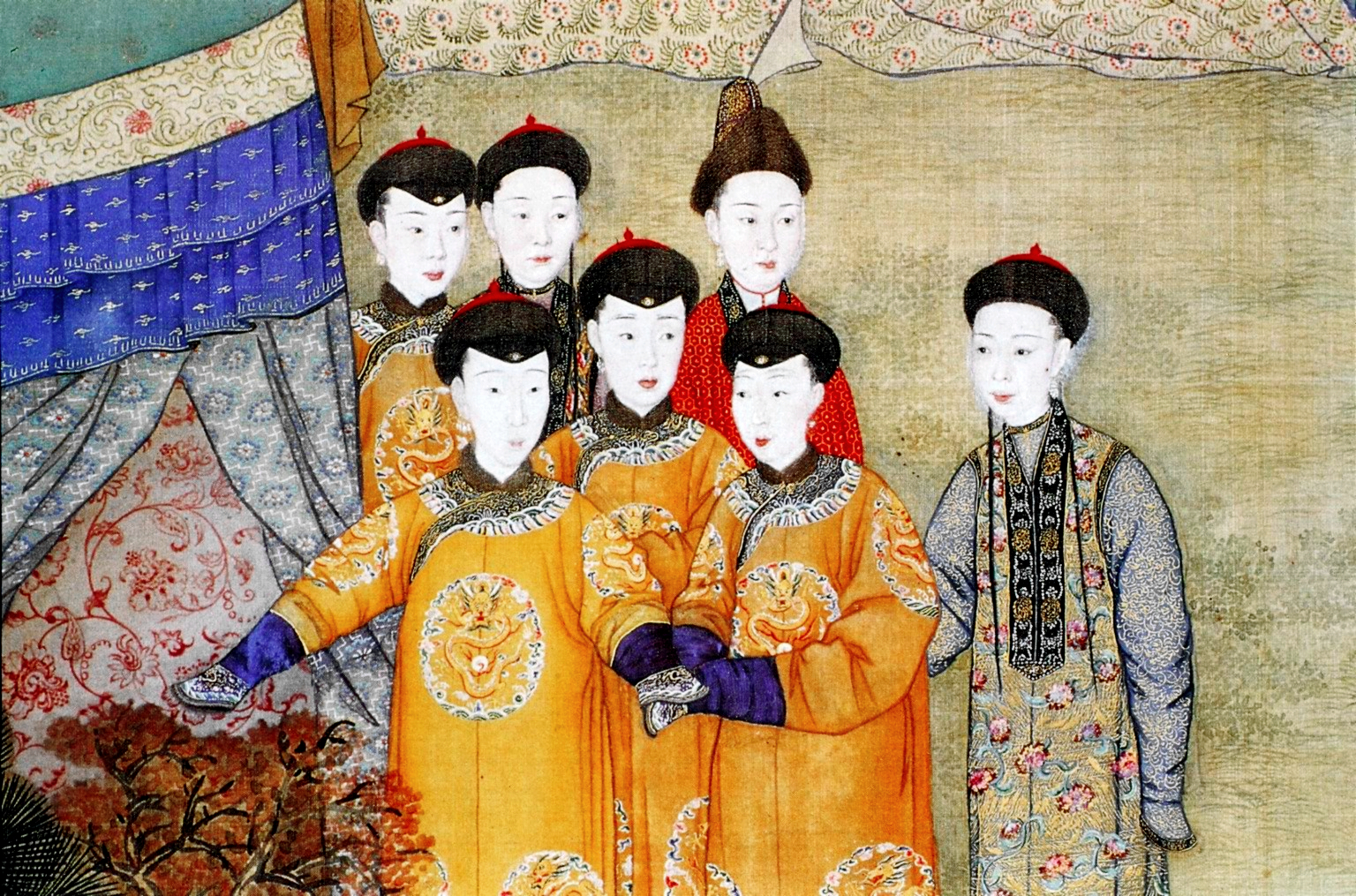
Những phi tần của Càn Long

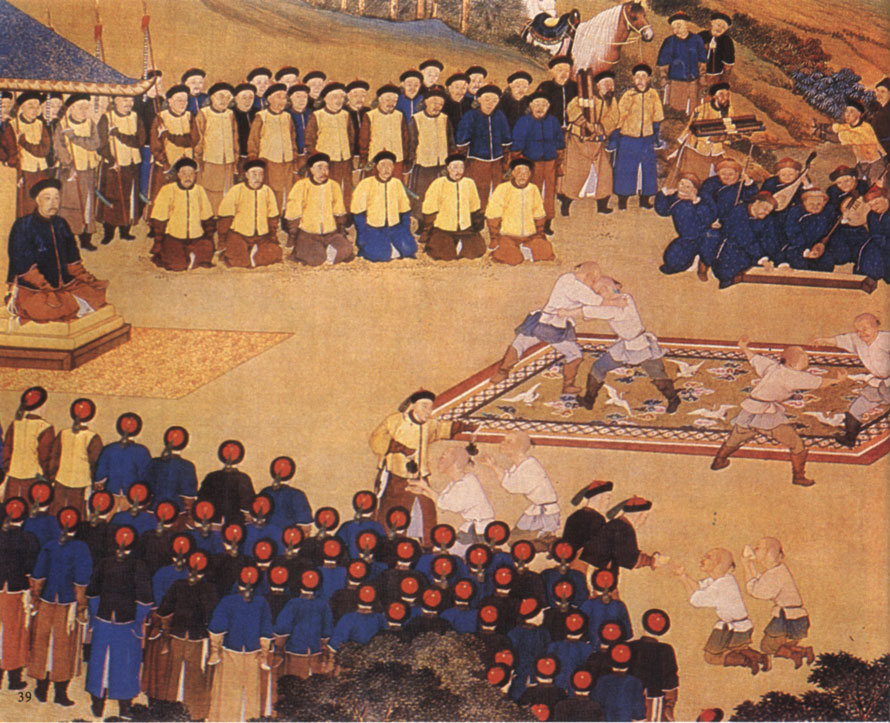
Hoàng đế Càn Long xem một trận đấu vật

Càn Long là một người tích cực trong việc xây dựng cung điện, hoa viên. Trong những ngọn đồi phía tây bắc của Bắc Kinh, ông mở rộng dinh thự được gọi là "Viên Minh Viên" (Yuanmingyuan) (bây giờ được gọi là Cung điện mùa hè cũ) được xây dựng bởi cha mình. Cuối cùng, ông đã thêm hai dinh thự mới, "Vườn mùa xuân vĩnh cửu" và "Vườn mùa xuân thanh lịch". Theo thời gian, Cung điện mùa hè cũ sẽ rộng 860 mẫu Anh (350 ha), lớn hơn năm lần so với Tử Cấm Thành. Để kỷ niệm sinh nhật lần thứ 60 của mẹ mình, Sùng Khánh Hoàng thái hậu, Càn Long đã ra lệnh xây cho một hồ ở "Vườn Ripples" (Qingyiyuan) (nay gọi là Di Hòa viên), nạo vét kĩ lưỡng, đặt tên là hồ Côn Minh, và cải tạo một dinh thự trên bờ phía đông của hồ.
Hoàng đế Càn Long cũng mở rộng Cung điện mùa hè Hoàng gia ở Nhiệt Hà, vượt ra ngoài Vạn Lý Trường Thành. Nhiệt Hà cuối cùng trở thành kinh đô thứ ba và ở đây, Càn Long đã tổ chức triều đình với nhiều quý tộc Mông Cổ khác nhau. Hoàng đế cũng dành thời gian tại khu đất săn bắn ở phía bắc Nhiệt Hà, nơi ông tổ chức cuộc săn bắn hoàng gia mỗi năm.

#### Phong cách châu Âu
Đối với Vườn Viên Minh, Hoàng đế Càn Long đã ủy thác cho Dòng Tên người Ý Giuseppe Castiglione cho việc xây dựng Xiyang Lou, hay biệt thự theo phong cách phương Tây, để thỏa mãn sở thích của mình đối với các tòa nhà và đồ vật kỳ lạ. Ông cũng ủy thác cho tu sĩ Dòng Tên người Pháp Michel Benoist, thiết kế một loạt các công trình nước và đài phun nước theo thời gian hoàn chỉnh với máy móc và đường ống ngầm, để tạo ra một nơi giải trí cho gia đình hoàng gia. Dòng Tên Pháp Jean Denis Attiret cũng trở thành họa sĩ cho hoàng đế. Jean–Damascène Sallusti cũng là một họa sĩ triều đình. Ông đồng thiết kế, với Castiglione và Ignatius Sichelbart, tác phẩm Battle Copper Prints.

#### Kiến trúc khác
Trong triều đại của Hoàng đế Càn Long, Minaret Emin được xây dựng ở Turfan để tưởng nhớ Emin Khoja, một thủ lĩnh người Duy Ngô Nhĩ từ Turfan, người đã đệ trình lên Đế quốc Thanh như một chư hầu để được hỗ trợ từ nhà Thanh để chống lại Zunghars.

### Biện pháp chống súng
Các bộ lạc Tác Luân (索伦部) được Càn Long Đế ra lệnh ngừng sử dụng súng trường và thay vào đó là luyện tập bắn cung truyền thống. Hoàng đế ban hành sắc lệnh cho các lực lượng được cấp cho súng phải trao lại cho chính phủ.

### Quý tộc Trung Quốc
Càn Long đã ban tước hiệu Ngũ kinh Bác sĩ (五经博士; 經; Wǔjīng Bóshì) cho con cháu của Trương Tái (張載), Phục Sinh (伏生) và Nhan Hồi.
Con gái của Nhiêu Dư Mẫn Thân vương A Ba Thái đã gả cho hàng tướng người Hán là Lý Vĩnh Phương (李永芳), hậu duệ của Lỹ Vĩnh Phương đã được ban tước hiệu Tam đẳng Tử (三等子). Lý Vĩnh Phương là ông cố của Lý Thị Nghiêu (李侍堯), một quan viên có tài dưới triều đại Càn Long, hai lần phạm tội lớn đáng lý phải xử tử, nhưng Càn Long không nỡ giết, đến lúc qua đời còn được truy thụy "Cung Nghị".

## Giải quyết đất đai cho người Hán
Nông dân Trung Quốc đã được tái định cư từ phía bắc Trung Quốc bởi chính quyền nhà Thanh ở khu vực dọc theo sông Liêu Hà để khôi phục lại đất canh tác. Đất hoang đã được khai hoang bởi những người nông dân Hán ngoài những người Hán khác thuê đất từ các địa chủ người Mãn. Mặc dù chính thức cấm người Hán định cư trên vùng đất Mãn Châu và Mông Cổ, vào thế kỷ 18 chính quyền nhà Thanh đã quyết định giải quyết người tị nạn Hán từ miền bắc Trung Quốc bị nạn đói, lũ lụt và hạn hán vào Mãn Châu và Nội Mông. Do đó, người Hán đã trồng 500.000 ha ở Mãn Châu và hàng chục ngàn hecta ở Nội Mông vào những năm 1780. Càn Long cho phép nông dân Hán bị hạn hán để di chuyển vào Mãn Châu mặc dù ông đã ban hành sắc lệnh ủng hộ cấm họ từ năm 1740–76. Người thuê nhà người Hán thuê hoặc thậm chí tuyên bố quyền sở hữu đất đai từ "khu vực hoàng gia" và Mãn Châu Bannerlands trong khu vực. Bên cạnh di chuyển vào khu vực Liao ở miền nam Mãn Châu, con đường nối Cẩm Châu, Thẩm Dương, Thiết Lĩnh, Trường Xuân, Hulubuir và Ninh An đã được giải quyết bởi người Hán trong triều đại của Càn Long, và người Hán là đa số ở các khu vực đô thị của Mãn Châu vào năm 1800. Để tăng doanh thu của kho bạc Hoàng gia, chính quyền nhà Thanh đã bán đất dọc theo sông Tùng Hoa trước đây dành riêng cho Mãn Châu cho người Hán vào đầu thời vua Đạo Quang, và người Hán lấp đầy hầu hết các thị trấn Mãn Châu vào những năm 1840, theo Abbé Huc.

## Những năm cuối đời

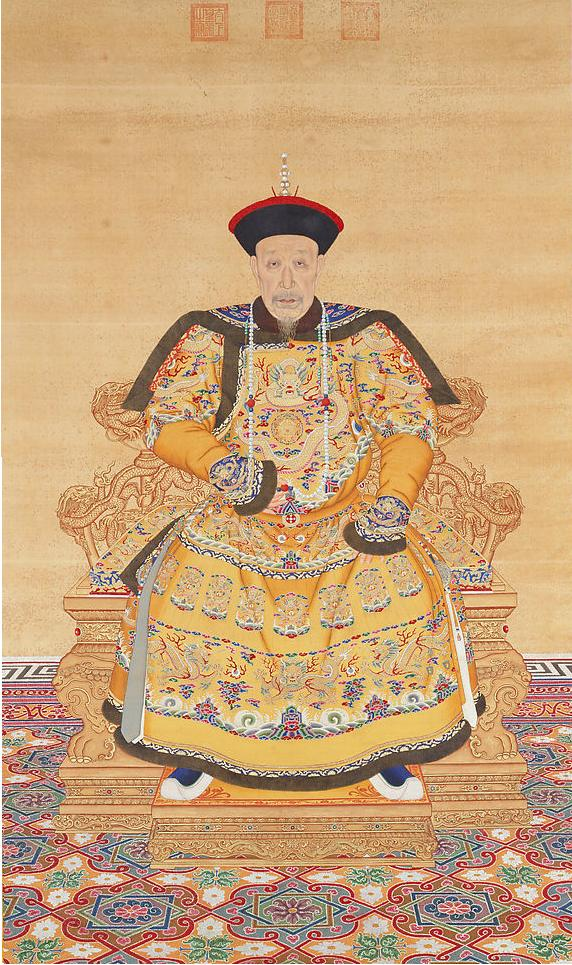
Càn Long khi về già.

Trong những năm cuối đời, Càn Long bắt đầu sống hưởng lạc, xa hoa sau khi đã đạt được mọi quyền lực và vinh quang. Ông tỏ ra tự mãn, và bắt đầu đặt niềm tin vào các quan chức tham nhũng, đặc biệt là Hòa Thân.
Vì Hòa Thân là quan lại có quyền hành cao nhất và được Càn Long ưa chuộng nhất vào thời điểm đó, việc quản trị đất nước bị bỏ lại trong tay ông ta, trong khi Hoàng đế sống hưởng lạc với những thú vui như nghệ thuật, xa hoa và văn học. Khi Hòa Thân sau này bị con của Càn Long là vua Gia Khánh thanh trừng, chính quyền nhà Thanh phát hiện ra rằng tài sản cá nhân của Hòa Thân vượt quá ngân quỹ cạn kiệt của Đế quốc, lên tới 900 triệu bạc, tổng cộng 12 năm thặng dư của kho bạc của triều đình nhà Thanh.
Những câu chuyện về sáu chuyến tuần du của Càn Long tới miền nam Trung Quốc được ngụy trang như một thường dân đã là một chủ đề phổ biến trong nhiều thế hệ. Tổng cộng, ông đã viếng thăm miền nam Trung Quốc sáu lần – cùng số lần với ông nội của mình, Hoàng đế Khang Hi.
Khi Càn Long bắt đầu làm vua, có khoảng 33,95 triệu lạng bạc trong ngân khố. Vào thời điểm Càn Long trị vì cực thịnh, khoảng năm 1775, ngay cả khi cắt giảm thuế, thặng dư kho bạc vẫn đạt 73,9 triệu lạng bạc, một kỷ lục chưa từng có tính từ những người tiền nhiệm của ông, các Hoàng đế Khang Hi và Ung Chính, cả hai đều đã thực hiện các chính sách cắt giảm thuế đáng kể.
Tuy nhiên về cuối đời Càn Long thì ngân khố bắt đầu sụt giảm nhanh chóng do nhiều yếu tố như: nạn tham ô của các quan lại, các cuộc tuần du thường xuyên ở phía nam, các công trình xây dựng cung điện khổng lồ, nhiều cuộc viễn chinh quân sự cũng như lối sống xa hoa của riêng Càn Long, tất cả những chi phí này lên tới 150,2 triệu lạng bạc. Điều này, cùng với tuổi già của Càn Long và thiếu các cải cách chính trị, đã khiến nhà Thanh từ giai đoạn thịnh trị đã bắt đầu suy thoái vào những năm cuối cuộc đời của ông.

### Sứ giả Macartney

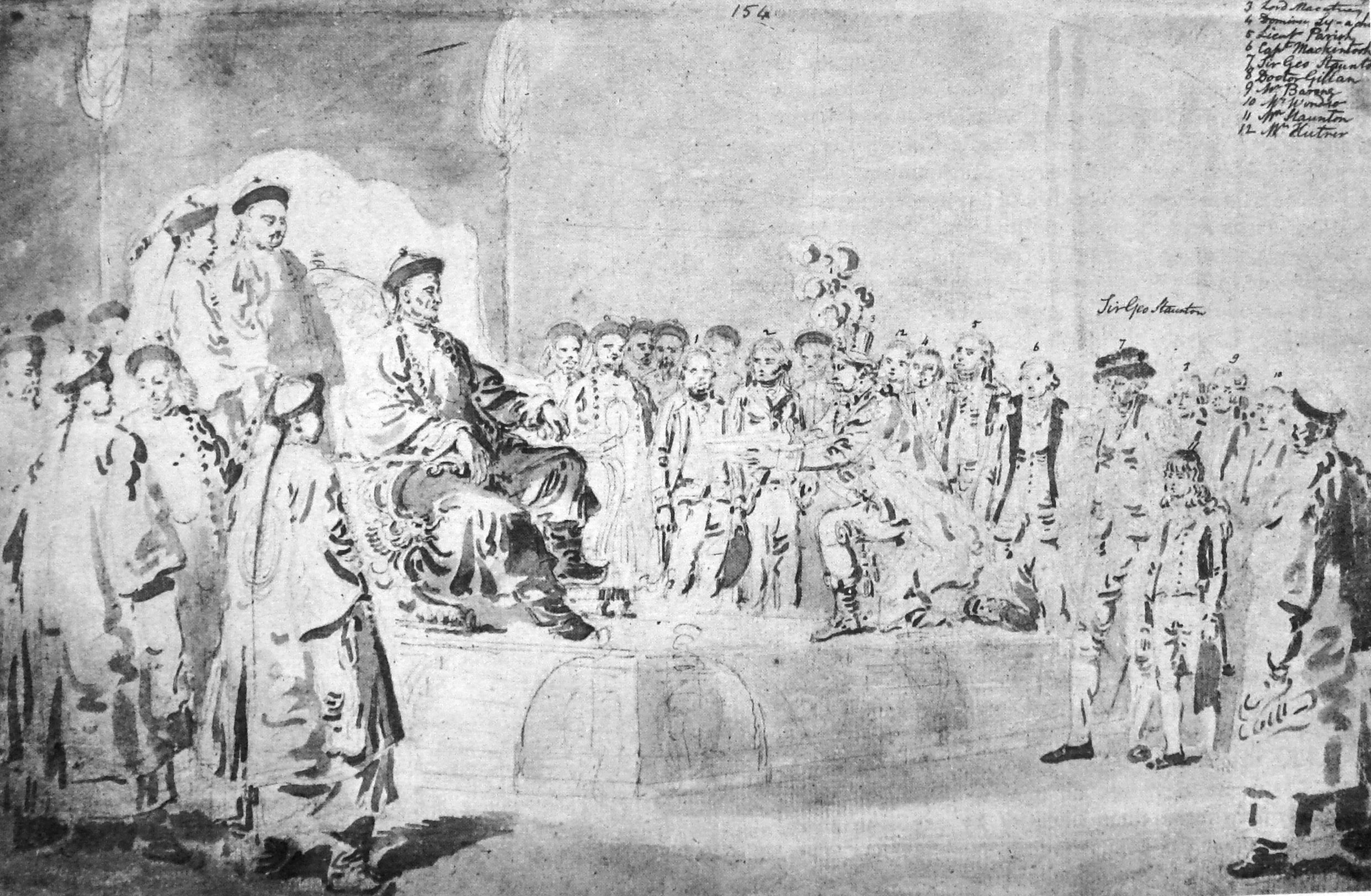
Sứ giả Lord Macartney, 1793

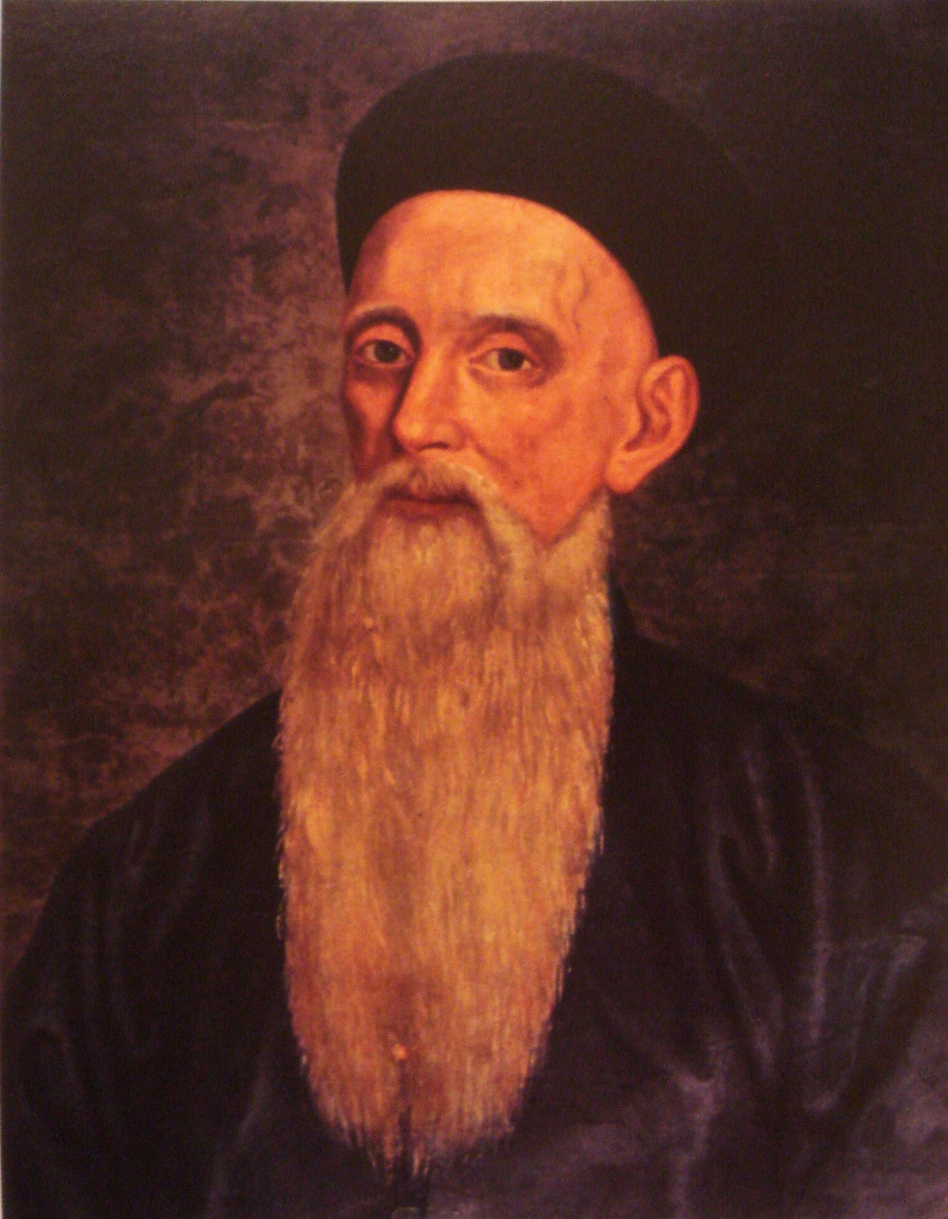
Người Pháp theo Dòng Tên Joseph–Marie Amiot (1718–1793) là người phiên dịch chính thức các ngôn ngữ phương Tây cho Hoàng đế Càn Long.

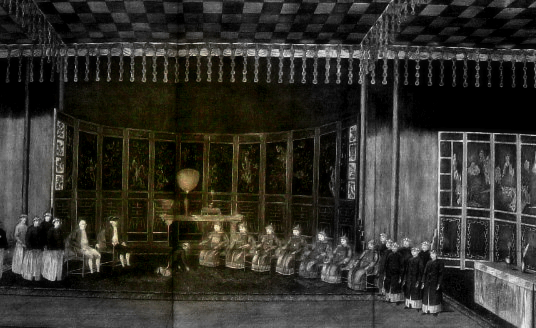
Hình minh họa mô tả phái đoàn châu Âu cuối cùng được tiếp nhận tại triều đình của Hoàng đế Càn Long năm 1795 – Isaac Titsingh (ngồi với chiếc mũ, ngoài cùng bên trái) và Andreas Everardus van Braam Houckgeest (ngồi không đội mũ)

Vào giữa thế kỷ 18, các cường quốc châu Âu bắt đầu gây áp lực đối với nhà Thanh cho sự gia tăng trong thương mại nước ngoài đang phát triển và các tiền đồn trên bờ biển Trung Quốc, yêu cầu mà vị hoàng đế Càn Long già nua luôn khước từ. Năm 1793, Vua George III của Liên hiệp Anh và Ireland đã phái một đoàn sứ giả quy mô lớn đến để trình bày trực tiếp các yêu cầu của họ với hoàng đế ở Bắc Kinh, đứng đầu là George Macartney, một trong những nhà ngoại giao dày dạn kinh nghiệm nhất của Anh. Người Anh đã gửi một mẫu hàng hóa thương mại mà họ dự định bán ở Trung Quốc; điều này đã bị hiểu sai là cống phẩm được coi là có chất lượng thấp.
Các nhà sử học ở Trung Quốc và nước ngoài từ lâu đã trình bày về sự thất bại của sứ mệnh đạt được mục tiêu của mình như là một minh chứng cho sự từ chối thay đổi và không có khả năng hiện đại hóa của Trung Quốc. Họ giải thích sự từ chối đầu tiên trên thực tế là sự tương tác với các vương quốc nước ngoài chỉ giới hạn ở các quốc gia phụ lưu lân cận. Hơn nữa, thế giới quan của hai bên không tương thích, Trung Quốc giữ niềm tin cố thủ rằng Trung Quốc là "vương quốc trung tâm". Tuy nhiên, sau khi xuất bản vào những năm 1990 của một loạt các tài liệu lưu trữ đầy đủ hơn về chuyến thăm, những tuyên bố này đã bị thách thức. Một số người khẳng định rằng sự tự trị và hiện đại hóa thành công ngày nay của Trung Quốc đã đưa các hành động của Hoàng đế Càn Long sang một khía cạnh mới. Một nhà sử học đã tóm tắt quan điểm mới được sửa đổi bằng cách mô tả hoàng đế và triều đình của ông là "nhà điều hành chính trị rõ ràng thông minh và có thẩm quyền". Họ đã hành động trong các yêu sách chính thức của nhà Thanh về tuyên bố cai trị toàn cầu, nhưng cũng chỉ đơn giản là phản ứng thận trọng bằng cách xoa dịu người Anh bằng những lời hứa không xác định để tránh xung đột quân sự và mất giao dịch thương mại.
Macartney được cho phép đến yết kiến với Hoàng đế Càn Long trong hai ngày, lần thứ hai trùng với sinh nhật lần thứ 82 của hoàng đế. Tiếp tục có cuộc tranh luận về bản chất của cuộc triều kiến này và mức độ của các nghi lễ đã được thực hiện. Macartney viết rằng ông đã chống lại yêu cầu của nhà Thanh về việc các đại sứ thương mại Anh phải quỳ xuống và thể hiện sự thi lễ (cúi đầu chạm đất) trước mặt Càn Long và cuộc tranh luận vẫn tiếp tục như những gì đã xảy ra, những ý kiến khác nhau được ghi lại bởi các triều thần nhà Thanh và các sứ giả Anh.
Càn Long đã gửi cho Macartney một bức thư cho nhà vua Anh nêu rõ lý do rằng ông sẽ không chấp nhận yêu cầu của Macartney:
Hôm qua, sứ giả của ngươi đã kiến nghị các thượng thư của ta để trình bày với ta về vấn đề thương mại của ngươi với Trung Quốc, nhưng đề xuất của ngươi không phù hợp với chính sách triều đại của ta và không thể dễ dãi thông qua. Cho đến nay, tất cả các quốc gia châu Âu, bao gồm cả thương nhân man di của đất nước ngươi, đã thực hiện giao dịch với Đế chế Thiên hạ của chúng ta tại Quảng Đông. Điều đó đã là thủ tục trong nhiều năm, mặc dù Đế chế Thiên hạ của chúng ta sở hữu tất cả mọi thứ trong sự phong phú và không thiếu thứ gì trong biên giới riêng của mình.

Yêu cầu của ngươi về một hòn đảo nhỏ gần Chu San, nơi thương nhân của ngươi có thể cư trú và hàng hóa được nhập kho, xuất phát từ mong muốn phát triển thương mại của ngươi... Hơn nữa, nước Anh không phải là vùng đất man di duy nhất muốn thiết lập... buôn bán với Đế chế của chúng ta: giả sử rằng các quốc gia khác đều bắt chước ví dụ xấu xa của ngươi và cầu xin ta trình bày cho bọn chúng tất cả mọi thứ với một địa điểm cho mục đích giao dịch, làm thế nào ta có thể tuân thủ? Đây cũng là một sự vi phạm trắng trợn đối với việc sử dụng đế chế của ta và không thể xem nhẹ được.

Cho đến nay, các thương nhân man di ở châu Âu đã có một địa phương xác định được giao cho chúng tại Ma Cao để cư trú và buôn bán, và đã bị cấm lấn chiếm một inch vượt quá giới hạn được giao cho địa phương đó.... Nếu những hạn chế này được rút lại, chắc chắn sẽ xảy ra xích mích xảy ra giữa người Trung Quốc và đối tượng man di của ngươi...

Về việc tôn thờ Thiên Chúa của quốc gia các ngươi, đó là tôn giáo giống như các quốc gia châu Âu khác. Ngay từ khi bắt đầu lịch sử, các Hoàng đế hiền triết và các nhà cai trị khôn ngoan đã ban cho Trung Quốc một hệ thống đạo đức và khắc sâu trong một bộ luật, từ thời xa xưa đã được các đối tượng của ta quan sát là một tôn giáo tiêu chuẩn. Không có khao khát gì sau các học thuyết không chính thống. Ngay cả các quan chức châu Âu (truyền giáo) ở kinh đô của ta cũng bị cấm tổ chức giao tiếp với các đối tượng Trung Quốc...
Bức thư được lưu giữ trong kho lưu trữ nhưng phần lớn không được công chúng biết đến cho đến năm 1914.
Sự hoài nghi của Hoàng đế Càn Long đối với Đế quốc Anh sau này sẽ chứng tỏ tiên tri. Sau khi Vương quốc Anh bắt đầu nhập khẩu trà Trung Quốc, cán cân thương mại không còn ủng hộ Anh, và đế chế đã đưa ra chiến lược buộc Trung Quốc trở thành một thị trường cho một hàng hóa mà các thương nhân Anh có thể bán vì chính sách thương mại của nhà Thanh chỉ cho phép các thương nhân của họ chấp nhận bạc như thanh toán cho xuất khẩu chè. Các thương nhân người Anh sẽ chịu trách nhiệm buôn lậu một lượng lớn thuốc phiện cho miền nam Trung Quốc, gây ra một cuộc khủng hoảng nghiện thuốc phiện trên toàn quốc gia và dẫn đến hai cuộc chiến tranh Nha phiến sau này.

### Sứ giả Titsingh
Một sứ giả quán Hà Lan đã đến triều đình của Hoàng đế Càn Long vào năm 1795, đó sẽ là lần cuối cùng bất kỳ người châu Âu nào xuất hiện trước triều đình nhà Thanh trong bối cảnh quan hệ đối ngoại truyền thống của Trung Quốc.
Đại diện cho lợi ích của Công ty Đông Ấn Hà Lan, Isaac Titsingh đã đến Bắc Kinh vào năm 1794–95 để tham dự lễ kỷ niệm 60 năm trị vì của Hoàng đế Càn Long. Phái đoàn Titsingh cũng bao gồm Andreas Everardus van Braam Houckgeest, người Mỹ gốc Hà Lan, có mô tả chi tiết về đại sứ này trước triều đình nhà Thanh ngay sau khi được công bố tại Hoa Kỳ và Châu Âu. Dịch giả người Pháp của Titsingh, Chrétien–Louis–Joseph de Guignes, đã xuất bản nguồn riêng của mình về nhiệm vụ của Titsingh năm 1808. Voyage a Pékin, Manille et l'Ile de France cung cấp một quan điểm thay thế và một phản biện hữu ích cho các báo cáo khác đang được lưu hành. Titsingh đã chết trước khi anh có thể xuất bản phiên bản sự kiện của mình.
Trái ngược với Macartney, Isaac Titsingh, sứ giả Hà Lan và Công ty Đông Ấn Hà Lan năm 1795 đã không từ chối thi lễ trước mắt hoàng đế. Nhưng trong năm sau khi từ chối thi lễ giống Mccartney, Titsingh và các đồng nghiệp của ông đã bị Trung Quốc phản đối nhiều vì những gì được hiểu là dường như là phải tuân thủ nghi thức của triều đình thông thường.

## Qua đời
Vào tháng 10 năm 1795, Càn Long chính thức thông báo rằng vào mùa xuân năm sau, ông sẽ tự nguyện thoái vị ngai vàng và chuyển ngai vàng cho con trai mình. Người ta nói rằng Càn Long đã thực hiện một lời hứa trong năm của ông còn tại vị là sẽ không ở ngôi lâu hơn ông nội của ông, Hoàng đế Khang Hi, người đã ở trên ngai vàng đến 61 năm.
Hoàng đế Càn Long đã chính thức thoái vị ở tuổi 85, vào năm thứ 60 ở triều đại của ông, trao lại ngôi vua cho người con trai thứ 15 của mình là Vĩnh Diễm, tức vua Gia Khánh, vào năm 1795. Trong bốn năm tiếp theo, Càn Long giữ danh hiệu "Thái Thượng hoàng" (太上皇), mặc dù trên thực tế ông vẫn tiếp tục nắm giữ quyền lực và Gia Khánh chỉ có vai trò biểu tượng. Ông không bao giờ chuyển đến các phòng hưu trí của mình trong khu vườn Càn Long. Thượng hoàng Càn Long mất vào tháng 2 năm 1799 ở tuổi 87.
Thụy giản xưng của Càn Long là Thuần Hoàng Đế (純皇帝, tiếng Mãn: ᠶᠣᠩᡴᡳᠶᠠᡥᠠ 
ᡥᡡᠸᠠᠩᡩᡳ, Möllendorff: yongkiyaha hūwangdi )

## Xây dựng Tử Quang Các
Càn Long đế trị vì 60 năm, đã nối tiếp ông nội Khang Hi của mình người mà hoàng đế Càn Long vô cùng ngưỡng mộ khi còn nhỏ, làm nên thời kỳ thịnh thế của nhà Thanh với " thập toàn võ công ", tự cho mình công lao tái thế không có Hoàng đế nào trong lịch sử Trung Quốc có thể sánh bằng, vì thế Càn Long học theo Đường Thái Tông và mô phỏng Yên Lăng Các của nhà Đường để xây dựng lên Tử Quang Các công thần tượng (紫光阁功臣像) để thờ phụng các công thần dưới triều Càn Long. Năm 1755, nhân bình định đắc thắng Tây Vực chuẩn bộ, hồi bộ, Càn Long quyết định trọng thưởng công thần: Hoàng thượng đối với công tích của chư thần tử, nhân việc tu bổ lại tư các mới, vẽ hình công thần Đại học sĩ Trung Dũng công Phó Hằng cùng 100 người từ định biên tướng quân Nhất đẳng Vũ Nghị Mưu Dũng công Hộ bộ thượng thư Triệu Huệ trở xuống đưa vào các. Trong đó 50 người danh liệt đầu tiên do đích thân Càn Long hoàng đế tự đề khen ngợi, từ ngữ do nho thần biên soạn.
Thời Càn Long, Tử Quang Các vẽ và treo tranh của tổng cộng hơn 280 vị công thần dưới thời Càn Long bao gồm Triệu Huệ, Phó Hằng, Hòa Thân, Phúc Khang An, Kỷ Hiểu Lam, Lưu Dung, A Quế, Chu Khuê, Hòa Lâm... Các thời hoàng đế về sau tiếp tục cho vẽ và treo thêm các vị khác. Người đầu tiên được vẽ và đứng đầu trong các vị công thần dưới thời Càn Long kể từ sau chiến thắng bình định Tây Vực chính là Đại học sĩ Nhất đẳng Trung Dũng công Phó Hằng.

## Quan hệ Càn Long – Hòa Thân

### Giai thoại
Vua cha Ung Chính có một nàng phi, nhan sắc diễm lệ. Lúc ấy Càn Long còn là Hoàng tử Hoằng Lịch, tuổi gần 20. Một lần có việc vào nội cung, Hoằng Lịch tình cờ gặp nàng đang soi gương chải tóc. Hoằng Lịch bèn đi vòng phía sau lưng bất ngờ vòng tay ra trước bịt mắt nàng ấy.
Thực ra Hoằng Lịch chỉ muốn đùa mà thôi, nhưng nàng phi ấy không biết đó là Hoàng tử, bị bất ngờ nên hoảng hốt vung chiếc lược đánh ra phía sau trúng ngay vào trán Hoằng Lịch làm thành một vết thương nhỏ. Hôm sau Hoằng Lịch tiến cung thăm mẫu thân là Hoàng hậu của vua Ung Chính.
Hoàng hậu thấy trên trán có vết thương bèn hỏi nhưng Hoằng Lịch cứ ấp úng mãi, Hoàng hậu sinh nghi gặng hỏi, Hoằng Lịch đành nói là bị nàng phi kia đánh. Hoàng hậu nổi trận lôi đình, nghi là nàng phi kia cố ý trêu ghẹo Thái tử, bèn bắt nàng ấy tự vẫn. Hoằng Lịch kinh hoảng muốn thừa nhận là lỗi của mình nhưng lại không dám nói thẳng, trù trừ mãi không nghĩ ra cách gì. Đến khi chạy tới phòng của nàng phi ấy thì nàng đã treo cổ trên xà nhà. Hoằng Lịch vô cùng đau đớn, dùng ngón tay ấn vào hộp son rồi chấm lên cổ thi hài, khấn thầm rằng: "Là ta đã hại nàng. Hồn như có linh thiêng thì sau này hãy đến cùng ta gặp gỡ". Khấn rồi buồn bã về cung.

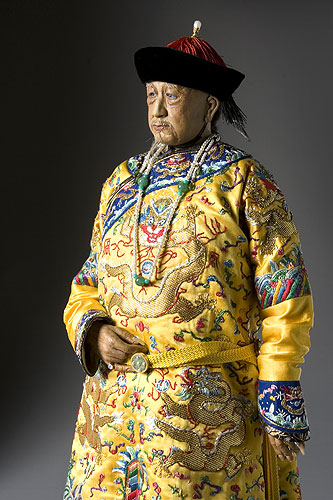
Tranh vẽ Càn Long của họa sĩ và nhà sử học George S. Stuart từ các ghi chép lịch sử.

Năm 1735, Ung Chính băng hà, Hoàng tử Hoằng Lịch 25 tuổi lên ngôi hoàng đế, lấy hiệu là Càn Long, bắt đầu thi thố tài năng, trong suốt gần 30 năm lập nhiều công trạng lớn lao về văn nghiệp cũng như võ công.
Một hôm Càn Long dạo chơi ở Viên Minh Viên, lúc sáng trời mát nhưng đến trưa thì bỗng nắng gay gắt. Lúc này đám thị vệ mới vội vàng chạy đi tìm lọng vàng che nắng cho vua nhưng không có vì quên mang theo, bị Càn Long mắng cho một trận. Bỗng trong đội có một người bước ra thưa: "Những người giữ điển lễ không được từ chối trách nhiệm của mình". Càn Long quay lại nhìn thấy một thiếu niên trắng trẻo, môi hồng răng trắng, dung mạo trông rất quen, bèn hỏi "Ngươi là ai?", người ấy đáp: "Nô tài tên gọi Hòa Thân, gốc Mãn Châu, thuộc Chính hồng kỳ, hiện là sai dịch trong đội Loan Nghi".
Càn Long cảm thấy như đã gặp ở đâu rồi, nhưng nhất thời không nhớ ra, sau khi về cung vẫn cứ suy nghĩ mãi. Bất chợt Càn Long nhớ ra câu chuyện hai mươi năm trước, lập tức cho triệu Hòa Thân vào quỳ trước mặt, ngắm thật kỹ thấy dáng mạo Hòa Thân giống hệt nàng phi thuở nọ. Lại nâng cổ Hòa Thân lên xem thấy có nốt ruồi son lớn bằng đầu ngón tay. Lúc này, Càn Long khẳng định rằng Hòa Thân chính là kiếp sau của nàng phi xưa, lòng vô cùng thương cảm. Qua hỏi han biết Hòa Thân tuy nhà nghèo nhưng chịu khó học hành, tinh thông bốn loại văn tự là Mãn, Hán, Mông Cổ, Tây Tạng. Càn Long bèn thăng Hòa Thân từ một chân khiêng kiệu lên đến chức tổng quản trong cung.
Hòa Thân lanh lợi khéo léo, lời nói dễ nghe, làm việc mau mắn, tính nết hòa nhã rất là vừa ý Càn Long. Hễ Càn Long thích cô gái nào là Hòa Thân tìm mọi giá để đưa dâng Hoàng thượng. Hầu như ngày nào không gặp được Hòa Thân là Càn Long không chịu được, sự sủng ái thậm chí còn hơn cả Hán Ai Đế đối với Đổng Hiền xưa. Hoàng đế Càn Long là người tôn sùng Phật giáo, rất tin vào thuyết sinh tử luân hồi, muốn thi ân bố đức Hòa Thân để báo đáp nàng phi trong tiền kiếp. Tựa hồ Càn Long nghĩ rằng sủng ái Hòa Thân một phần sẽ giảm nhẹ nỗi bi thương với nàng phi ngày xưa được một phần. Hòa Thân từ một Thị vệ được Càn Long đưa lên làm Hộ bộ Thị lang, một nơi rất dễ kiếm tiền. Hòa Thân ham thích châu báu, vơ vét của dân, càng lúc càng lộng hành không lâu sau bị các Quan ngự sử liên tiếp dâng sớ hạch tội nhưng Càn Long chỉ để ngoài tai. Ngay Hoàng thái tử Vĩnh Diễm, Quan ngự sử Tiền Phong, đại thần Lưu Dung nhiều lần hợp lực chặn đứng thế lực Hòa Thân nhưng đều bị Hòa Thân hóa giải.

### Sự ưu ái của Càn Long Đế dành cho Hoà Thân
Trong hơn 20 năm, Hòa Thân được thăng chức 47 lần. Cả đời Hòa Thân từng giữ và kiêm nhiệm đến hơn 6 chức quan trọng yếu. "Sở văn lục" viết: "Đời Thanh Cao Tông Càn Long Hoà Thân làm quan, quyền thế khuynh đảo thiên hạ. Kết bè kết đảng, đi lệch chính đạo mà kẻ sĩ trong triều chẳng dám ngăn trở".
Khi Hòa Thân được thăng lên đến chức Quân cơ đại thần, được phong tước Văn Hoa điện Đại học sĩ, hàm Nhất đẳng công, thì em trai là Hòa Lâm cũng thăng quan tiến chức như diều gặp gió, được phong Binh bộ Thị lang rồi Công bộ Thượng thư, được Càn Long chọn làm thầy của Phúc Khang An.
Trong mắt mọi người, gia đình Hòa Thân đúng là một nhà với Hoàng đế Càn Long. Bởi vậy mà hầu hết đại thần trong triều là phe cánh của y. Của cải chứa trong nhà Hòa Thân còn nhiều hơn trong Hoàng cung, nhiều gia nô của họ Hòa cũng mặc sức hoành hành, không ai dám nói.

### Gia ân của Càn Long Đế dành cho đại gian thần Hoà Thân
Có giả thuyết cho rằng: Càn Long đế dù biết Hoà Thân là đại tham quan nhưng vì quá sủng ái y nên vẫn làm ngơ xem như không biết, mặc cho y ra sức vơ vét quốc khố, mua quan bán tước, khuynh đảo chính trường, ông cũng đoán rằng khi mình qua đời thì Gia Khánh Đế sẽ truy thu lại toàn bộ số của cải của y sung vào quốc khố.
Dù vậy Càn Long vẫn không quên toan tính đường thoát cho đứa con độc nhất của sủng thần là Phong Thân Ân Đức. Càn Long đã đem Thập Công chúa, đứa con gái út mà Càn Long yêu mến nhất (tức Cố Luân Hòa Hiếu Công chúa) gả cho con trai Hòa Thân với mục đích giữ lại huyết mạch cho y. Về sau đến tháng 1 năm Gia Khánh thứ 4 (tức tháng 2 năm 1799), Thái Thượng hoàng Càn Long băng hà, không lâu sau Gia Khánh Đế đã bãi nhiệm và tống giam Hoà Thân, sau một thời gian xét xử, thẩm vấn đến ngày 22/2/1799, Hoà Thân được ban cho tự vẫn. Còn về con trai y và gia quyến đều được tha tội, hơn thế nữa vì nể tình của Cố Luân Hòa Hiếu Công chúa, Gia Khánh Đế chẳng những không xử chết Phong Thân Ân Đức, mà còn bảo lưu chức vị Ngạch phò cho y. Về sau vì lo cho hạnh phúc cả đời của em gái, nhà vua đã quyết định ban con của Phong Thân Ân Đức là Phúc Ân làm con thừa tự cho Công chúa. Đây cũng chính là gia ân cuối cùng của Càn Long đế dành cho sủng thần của mình vậy.

## Lăng mộ

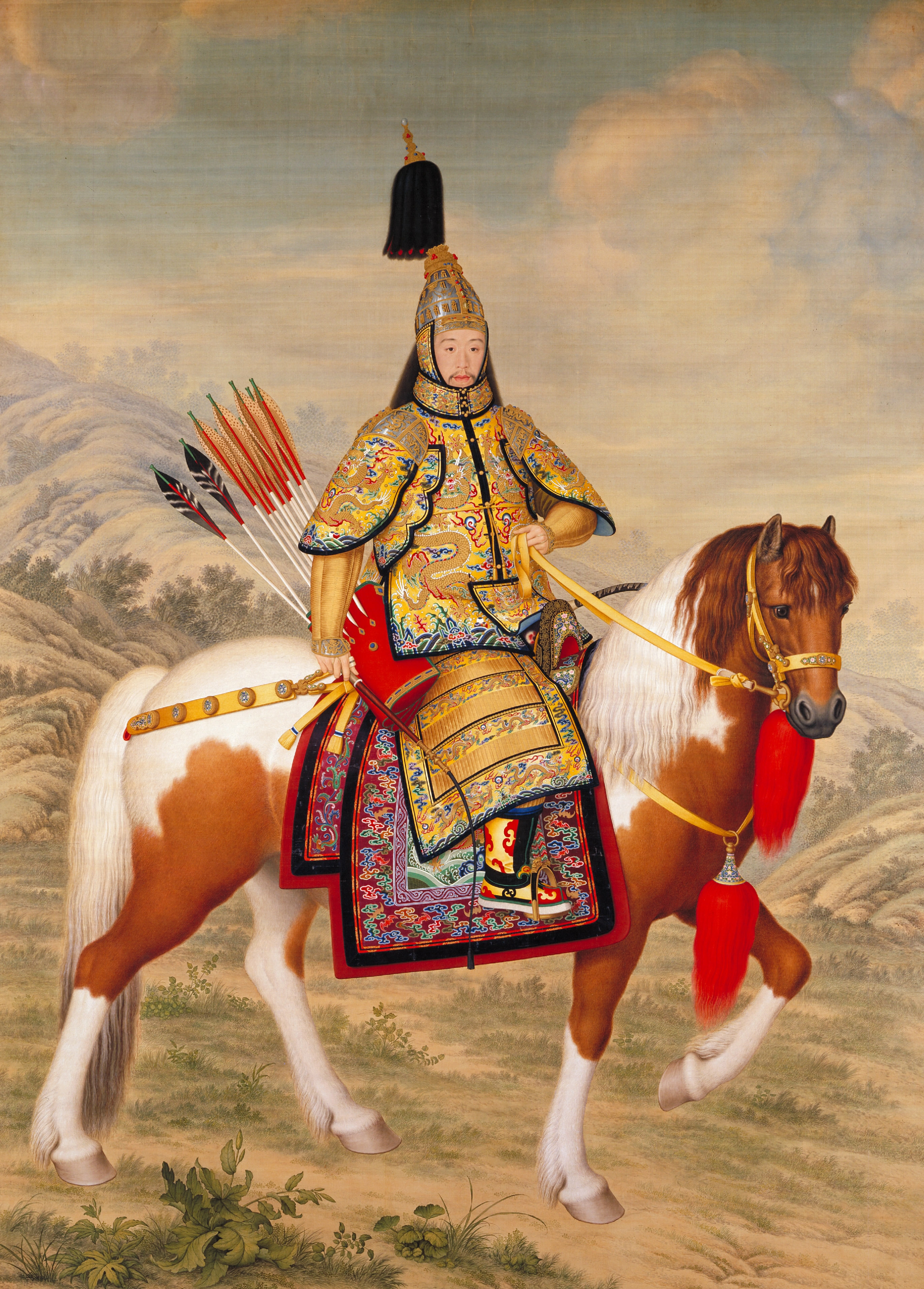
Tranh vẽ Càn Long cưỡi ngựa.

Càn Long cho khởi công xây cất Dụ lăng làm nơi an nghỉ ngàn thu của mình từ năm Càn Long thứ 8 (1743) tới năm Càn Long thứ 17 (1752) thì hoàn công. Trong địa cung chôn cất 6 người, ngoài Càn Long Đế còn có nhị vị Hiếu Hiền Thuần Hoàng hậu và Hiếu Nghi Thuần Hoàng hậu, cùng 3 vị Triết Mẫn, Tuệ Hiền và Thục Gia Hoàng quý phi. Vì vậy, Dụ Lăng có địa cung hợp táng nhiều người nhất trong số các hoàng lăng của nhà Thanh.
Năm 1928, quân phiệt Tôn Điện Anh đã đem quân vào khu vực lăng tẩm nhà Thanh ở Hà Bắc, quật mộ của Càn Long và Từ Hy Thái hậu. Chỉ có lăng của Khang Hy là còn toàn vẹn, vì khi bẫy mở được cửa lăng thì một khối nước màu vàng từ bên trong tuôn tràn ra rất mạnh, quân sĩ sợ hãi quá phải bỏ chạy.
Bên trong mộ của các vua chúa này được xây cất như sau:
Đường hầm dẫn vào những ngôi mộ của họ lát đá hoa trắng, xuyên qua bốn cái cổng được chạm trổ rất công phu bằng đá. Nơi để quan tài yên nghỉ của họ là một khuôn hình bát giác, trên vòm trần khắc chín con rồng bằng vàng lóng lánh. Khu vực yên nghỉ khá rộng, lớn bằng điện Trung Hoà trong Tử Cấm Thành. Càn Long Đế được chôn trong hai lần quan tài. Quan tài bên trong và bên ngoài được làm bằng một loại gỗ đặc biệt quý. Những báu vật trong hai ngôi mộ này gồm rất nhiều ngọc ngà châu báu cực kỳ quý giá và đắt tiền, ngoài ra còn có những hoạ phẩm, kiếm báu, sách quý, ngà voi và các tượng Phật. Các đồ quý làm bằng lụa và gấm thì chỉ một thời gian là bị mục rã.
Sau khi bị khai quật, đồ tuỳ táng của Dụ lăng bị thất thoát nghiêm trọng, thi cốt của Hoàng đế và hậu phi cũng hoàn toàn nhiễu loạn, tứ tán trên mặt đất. Tin các lăng tẩm của Càn Long Đế và Từ Hi Thái hậu bị khai quật để lấy của đã gây chấn động và căm phẫn sâu sắc cho Phổ Nghi và các thành viên Hoàng tộc, cựu thần nhà Thanh. Về sau Phổ Nghi cho người đi thu thập di hài cũng chỉ tìm được vài phần, miễn cưỡng đem Đế – Hậu hợp táng vào một cỗ.

### Dụ lăng phi viên tẩm
Phi viên tẩm là nơi mai táng phi tần của Càn Long, được bố trí ở phía Tây Dụ lăng. Phi viên tẩm bắt đầu xây dựng năm Càn Long thứ 10 (1745), hoàn thành năm thứ 12 (1747). Đến năm thứ 17 (1752) trải qua một lần đại tu. Năm Càn Long thứ 25 (1760), nhân dịp Thuần Huệ Hoàng quý phi nhập táng, phi viên tẩm lại được trùng tu một lần nữa.

## Gia quyến
| \| \| \| \| \| \| \| \| \| \| \| \| \| \| \| \| \| \| \| \| Thái Tông Văn Hoàng đế Hoàng Thái Cực \| \| \| \| \| \| \| \| \| \| \| \| \| \| \| \| \| \| \| \| \| \| \| \| \| \| \| \| \| \| \| \| \| \| \| \| \| \| \| \| \| \| \| \| \| \| \| \| \| \| \| \| \| \| Thế Tổ Chương Hoàng đế Phúc Lâm \| \| \| \| \| \| \| \| \| \| \| \| \| \| \| \| \| \| \| \| \| \| \| \| \| \| \| \| \| \| \| \| \| \| \| \| \| \| \| \| \| \| \| \| \| \| \| \| \| \| \| \| \| \| Hiếu Trang Văn Hoàng hậu \| \| \| \| \| \| \| \| \| \| \| \| \| \| \| \| \| \| \| \| \| \| \| \| \| \| \| \| \| \| \| \| \| \| \| \| \| \| \| \| \| \| \| \| \| \| \| \| \| \| \| \| \| \| Thánh Tổ Nhân Hoàng đế Huyền Diệp \| \| \| \| \| \| \| \| \| \| \| \| \| \| \| \| \| \| \| \| \| \| \| \| \| \| \| \| \| \| \| \| \| \| \| \| \| \| \| \| \| \| \| \| \| \| \| \| \| \| \| \| \| \| Cần tương Nhất đẳng công Đông Đồ Lại \| \| \| \| \| \| \| \| \| \| \| \| \| \| \| \| \| \| \| \| \| \| \| \| \| \| \| \| \| \| \| \| \| \| \| \| \| \| \| \| \| \| \| \| \| \| \| \| \| \| \| \| \| \| Hiếu Khang Chương Hoàng hậu \| \| \| \| \| \| \| \| \| \| \| \| \| \| \| \| \| \| \| \| \| \| \| \| \| \| \| \| \| \| \| \| \| \| \| \| \| \| \| \| \| \| \| \| \| \| \| \| \| \| \| \| \| \| Giác La thị \| \| \| \| \| \| \| \| \| \| \| \| \| \| \| \| \| \| \| \| \| \| \| \| \| \| \| \| \| \| \| \| \| \| \| \| \| \| \| \| \| \| \| \| \| \| \| \| \| \| \| \| \| \| Thế Tông Hiến Hoàng đế Dận Chân \| \| \| \| \| \| \| \| \| \| \| \| \| \| \| \| \| \| \| \| \| \| \| \| \| \| \| \| \| \| \| \| \| \| \| \| \| \| \| \| \| \| \| \| \| \| \| \| \| \| \| \| \| \| Ô Nhã Ngạch Sâm \| \| \| \| \| \| \| \| \| \| \| \| \| \| \| \| \| \| \| \| \| \| \| \| \| \| \| \| \| \| \| \| \| \| \| \| \| \| \| \| \| \| \| \| \| \| \| \| \| \| \| \| \| \| Nhất đẳng công Ô Nhã Uy Vũ \| \| \| \| \| \| \| \| \| \| \| \| \| \| \| \| \| \| \| \| \| \| \| \| \| \| \| \| \| \| \| \| \| \| \| \| \| \| \| \| \| \| \| \| \| \| \| \| \| \| \| \| \| \| Hiếu Cung Nhân Hoàng hậu \| \| \| \| \| \| \| \| \| \| \| \| \| \| \| \| \| \| \| \| \| \| \| \| \| \| \| \| \| \| \| \| \| \| \| \| \| \| \| \| \| \| \| \| \| \| \| \| \| \| \| \| \| \| Tắc Hòa Lý thị \| \| \| \| \| \| \| \| \| \| \| \| \| \| \| \| \| \| \| \| \| \| \| \| \| \| \| \| \| \| \| \| \| \| \| \| \| \| \| \| \| \| \| \| \| \| \| \| \| \| \| \| \| \| Cao Tông Thuần Hoàng đế Hoằng Lịch \| \| \| \| \| \| \| \| \| \| \| \| \| \| \| \| \| \| \| \| \| \| \| \| \| \| \| \| \| \| \| \| \| \| \| \| \| \| \| \| \| \| \| \| \| \| \| \| \| \| \| \| \| \| Nhất đẳng Thừa ân công Ngạch Diệc Đằng \| \| \| \| \| \| \| \| \| \| \| \| \| \| \| \| \| \| \| \| \| \| \| \| \| \| \| \| \| \| \| \| \| \| \| \| \| \| \| \| \| \| \| \| \| \| \| \| \| \| \| \| \| \| Nhất đẳng Thừa ân công Ngô Lộc \| \| \| \| \| \| \| \| \| \| \| \| \| \| \| \| \| \| \| \| \| \| \| \| \| \| \| \| \| \| \| \| \| \| \| \| \| \| \| \| \| \| \| \| \| \| \| \| \| \| \| \| \| \| Long thị \| \| \| \| \| \| \| \| \| \| \| \| \| \| \| \| \| \| \| \| \| \| \| \| \| \| \| \| \| \| \| \| \| \| \| \| \| \| \| \| \| \| \| \| \| \| \| \| \| \| \| \| \| \| Lương Vinh Nhất đẳng thừa ân công Lăng Trụ \| \| \| \| \| \| \| \| \| \| \| \| \| \| \| \| \| \| \| \| \| \| \| \| \| \| \| \| \| \| \| \| \| \| \| \| \| \| \| \| \| \| \| \| \| \| \| \| \| \| \| \| \| \| Kiều thị \| \| \| \| \| \| \| \| \| \| \| \| \| \| \| \| \| \| \| \| \| \| \| \| \| \| \| \| \| \| \| \| \| \| \| \| \| \| \| \| \| \| \| \| \| \| \| \| \| \| \| \| \| \| Hiếu Thánh Hiến Hoàng hậu \| \| \| \| \| \| \| \| \| \| \| \| \| \| \| \| \| \| \| \| \| \| \| \| \| \| \| \| \| \| \| \| \| \| \| \| \| \| \| \| \| \| \| \| \| \| \| \| \| \| \| \| \| \| Bành Vũ Công \| \| \| \| \| \| \| \| \| \| \| \| \| \| \| \| \| \| \| \| \| \| \| \| \| \| \| \| \| \| \| \| \| \| \| \| \| \| \| \| \| \| \| \| \| \| \| \| \| \| \| \| \| \| Bành thị \| \| \| \| \| \| \| \| \| \| \| \| \| \| \| \| \| \| \| \| \| \| \| \| \| \| \| \| \| \| \| \| \| \| \| \| \| \| \| \| \| \| \| \| \| \| \| \| \| \| \| \| |                                            |  |  |  |  |  |  |  |  |  |  |  |  |  |  |  |
| |                                            |  |  |  |  |  |  |  |  |  |  |  |  |  |  |  |
| | Thái Tông Văn Hoàng đế Hoàng Thái Cực      |  |  |  |  |  |  |  |  |  |  |  |  |  |  |  |
| |                                            |  |  |  |  |  |  |  |  |  |  |  |  |  |  |  |
| |                                            |  |  |  |  |  |  |  |  |  |  |  |  |  |  |  |
| | Thế Tổ Chương Hoàng đế Phúc Lâm            |  |  |  |  |  |  |  |  |  |  |  |  |  |  |  |
| |                                            |  |  |  |  |  |  |  |  |  |  |  |  |  |  |  |
| |                                            |  |  |  |  |  |  |  |  |  |  |  |  |  |  |  |
| | Hiếu Trang Văn Hoàng hậu                   |  |  |  |  |  |  |  |  |  |  |  |  |  |  |  |
| |                                            |  |  |  |  |  |  |  |  |  |  |  |  |  |  |  |
| |                                            |  |  |  |  |  |  |  |  |  |  |  |  |  |  |  |
| | Thánh Tổ Nhân Hoàng đế Huyền Diệp          |  |  |  |  |  |  |  |  |  |  |  |  |  |  |  |
| |                                            |  |  |  |  |  |  |  |  |  |  |  |  |  |  |  |
| |                                            |  |  |  |  |  |  |  |  |  |  |  |  |  |  |  |
| | Cần tương Nhất đẳng công Đông Đồ Lại       |  |  |  |  |  |  |  |  |  |  |  |  |  |  |  |
| |                                            |  |  |  |  |  |  |  |  |  |  |  |  |  |  |  |
| |                                            |  |  |  |  |  |  |  |  |  |  |  |  |  |  |  |
| | Hiếu Khang Chương Hoàng hậu                |  |  |  |  |  |  |  |  |  |  |  |  |  |  |  |
| |                                            |  |  |  |  |  |  |  |  |  |  |  |  |  |  |  |
| |                                            |  |  |  |  |  |  |  |  |  |  |  |  |  |  |  |
| | Giác La thị                                |  |  |  |  |  |  |  |  |  |  |  |  |  |  |  |
| |                                            |  |  |  |  |  |  |  |  |  |  |  |  |  |  |  |
| |                                            |  |  |  |  |  |  |  |  |  |  |  |  |  |  |  |
| | Thế Tông Hiến Hoàng đế Dận Chân            |  |  |  |  |  |  |  |  |  |  |  |  |  |  |  |
| |                                            |  |  |  |  |  |  |  |  |  |  |  |  |  |  |  |
| |                                            |  |  |  |  |  |  |  |  |  |  |  |  |  |  |  |
| | Ô Nhã Ngạch Sâm                            |  |  |  |  |  |  |  |  |  |  |  |  |  |  |  |
| |                                            |  |  |  |  |  |  |  |  |  |  |  |  |  |  |  |
| |                                            |  |  |  |  |  |  |  |  |  |  |  |  |  |  |  |
| | Nhất đẳng công Ô Nhã Uy Vũ                 |  |  |  |  |  |  |  |  |  |  |  |  |  |  |  |
| |                                            |  |  |  |  |  |  |  |  |  |  |  |  |  |  |  |
| |                                            |  |  |  |  |  |  |  |  |  |  |  |  |  |  |  |
| | Hiếu Cung Nhân Hoàng hậu                   |  |  |  |  |  |  |  |  |  |  |  |  |  |  |  |
| |                                            |  |  |  |  |  |  |  |  |  |  |  |  |  |  |  |
| |                                            |  |  |  |  |  |  |  |  |  |  |  |  |  |  |  |
| | Tắc Hòa Lý thị                             |  |  |  |  |  |  |  |  |  |  |  |  |  |  |  |
| |                                            |  |  |  |  |  |  |  |  |  |  |  |  |  |  |  |
| |                                            |  |  |  |  |  |  |  |  |  |  |  |  |  |  |  |
| | Cao Tông Thuần Hoàng đế Hoằng Lịch         |  |  |  |  |  |  |  |  |  |  |  |  |  |  |  |
| |                                            |  |  |  |  |  |  |  |  |  |  |  |  |  |  |  |
| |                                            |  |  |  |  |  |  |  |  |  |  |  |  |  |  |  |
| | Nhất đẳng Thừa ân công Ngạch Diệc Đằng     |  |  |  |  |  |  |  |  |  |  |  |  |  |  |  |
| |                                            |  |  |  |  |  |  |  |  |  |  |  |  |  |  |  |
| |                                            |  |  |  |  |  |  |  |  |  |  |  |  |  |  |  |
| | Nhất đẳng Thừa ân công Ngô Lộc             |  |  |  |  |  |  |  |  |  |  |  |  |  |  |  |
| |                                            |  |  |  |  |  |  |  |  |  |  |  |  |  |  |  |
| |                                            |  |  |  |  |  |  |  |  |  |  |  |  |  |  |  |
| | Long thị                                   |  |  |  |  |  |  |  |  |  |  |  |  |  |  |  |
| |                                            |  |  |  |  |  |  |  |  |  |  |  |  |  |  |  |
| |                                            |  |  |  |  |  |  |  |  |  |  |  |  |  |  |  |
| | Lương Vinh Nhất đẳng thừa ân công Lăng Trụ |  |  |  |  |  |  |  |  |  |  |  |  |  |  |  |
| |                                            |  |  |  |  |  |  |  |  |  |  |  |  |  |  |  |
| |                                            |  |  |  |  |  |  |  |  |  |  |  |  |  |  |  |
| | Kiều thị                                   |  |  |  |  |  |  |  |  |  |  |  |  |  |  |  |
| |                                            |  |  |  |  |  |  |  |  |  |  |  |  |  |  |  |
| |                                            |  |  |  |  |  |  |  |  |  |  |  |  |  |  |  |
| | Hiếu Thánh Hiến Hoàng hậu                  |  |  |  |  |  |  |  |  |  |  |  |  |  |  |  |
| |                                            |  |  |  |  |  |  |  |  |  |  |  |  |  |  |  |
| |                                            |  |  |  |  |  |  |  |  |  |  |  |  |  |  |  |
| | Bành Vũ Công                               |  |  |  |  |  |  |  |  |  |  |  |  |  |  |  |
| |                                            |  |  |  |  |  |  |  |  |  |  |  |  |  |  |  |
| |                                            |  |  |  |  |  |  |  |  |  |  |  |  |  |  |  |
| | Bành thị                                   |  |  |  |  |  |  |  |  |  |  |  |  |  |  |  |
| |                                            |  |  |  |  |  |  |  |  |  |  |  |  |  |  |  |
| |                                            |  |  |  |  |  |  |  |  |  |  |  |  |  |  |  |

- Ông nội: Thanh Thánh Tổ Khang Hy Hoàng đế.
- Cha: Thanh Thế Tông Ung Chính Hoàng đế.
- Mẹ: Hiếu Thánh Hiến Hoàng hậu Nữu Hỗ Lộc thị, tôn hiệu Sùng Khánh Hoàng thái hậu (崇慶皇太后).

### Hoàng hậu

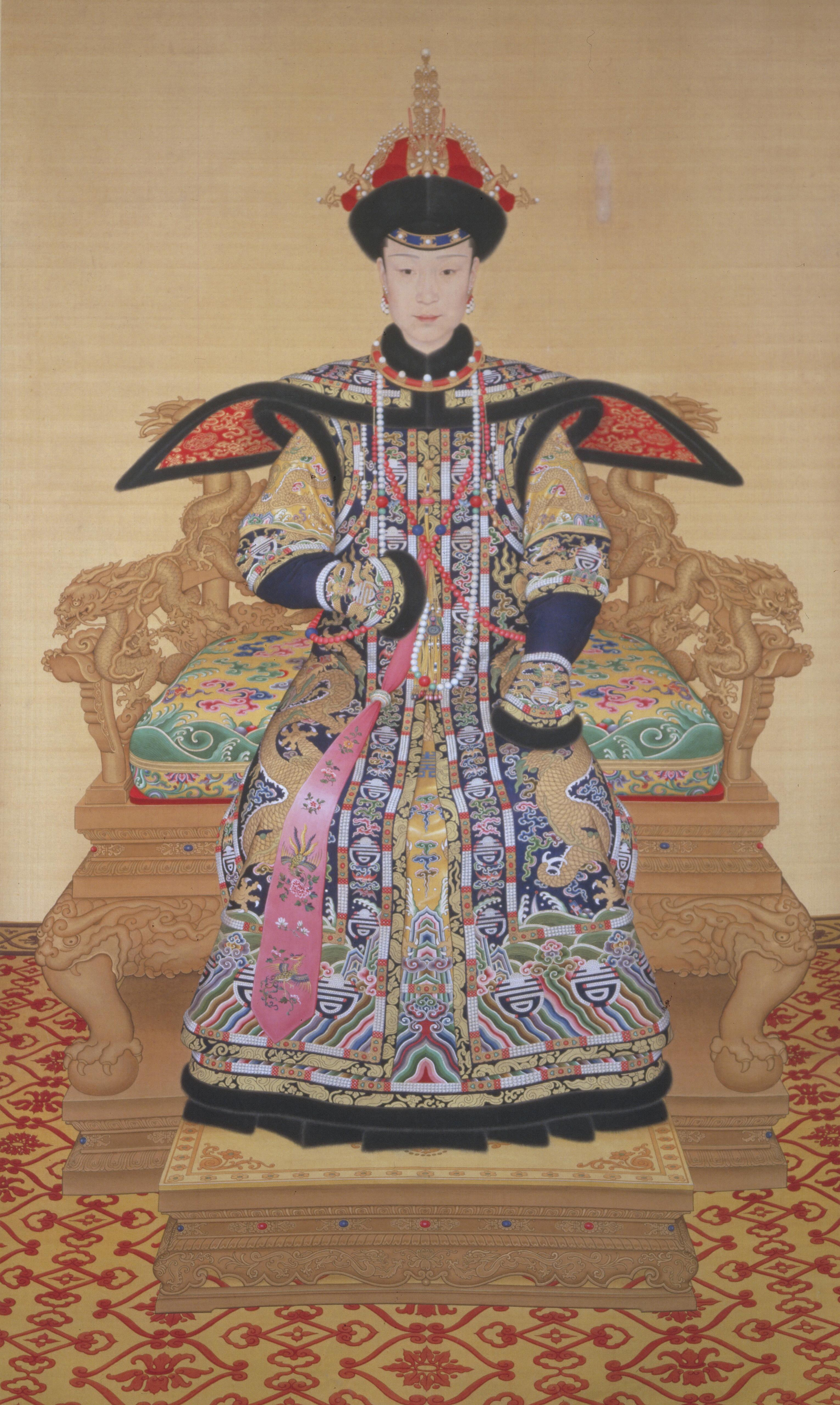
Hiếu Hiền Thuần Hoàng hậu Phú Sát thị

- Hiếu Hiền Thuần Hoàng hậu Phú Sát thị (1712–1748) là con gái của Lý Vinh Bảo. Bà là Đích phúc tấn của Càn Long từ khi ông chưa lên ngôi và được sách lập làm Hoàng hậu vào năm 1737. Bà sinh ra Đoan Tuệ Hoàng thái tử Vĩnh Liễn, Triết Thân vương Vĩnh Tông, Hoàng trưởng nữ và Cố Luân Hòa Kính Công chúa.

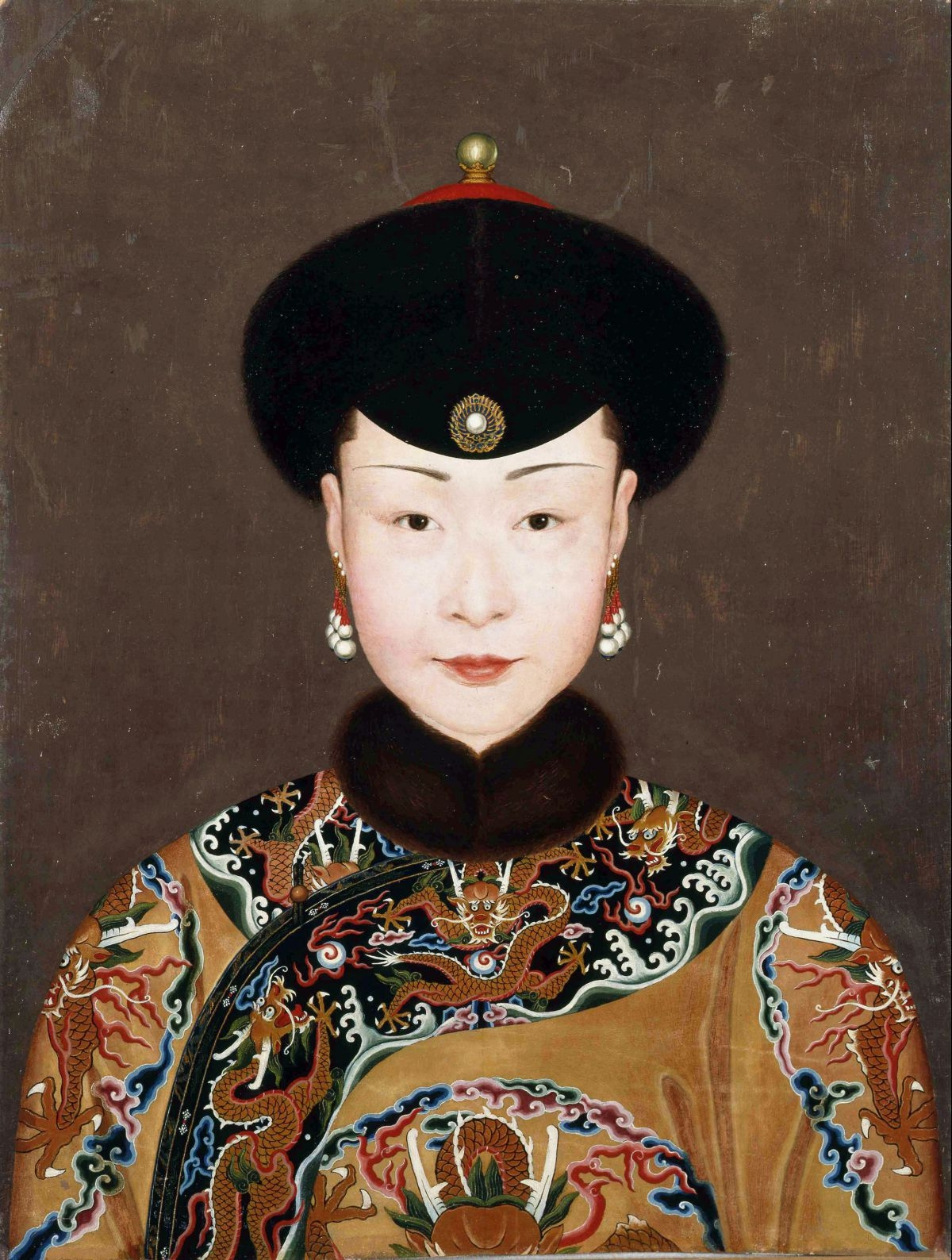
Kế Hoàng hậu Na Lạp thị

- Kế Hoàng hậu Na Lạp thị (1718–1766) xuất thân từ Mãn Châu Tương Lam kỳ, là con gái của Na Nhĩ Bố (那爾布). Bà được Càn Long cưới vào tiềm để với thân phận Trắc Phúc tấn và được ông phong làm Nhàn phi sau khi lên ngôi. Sau khi Hiếu Hiền Hoàng hậu qua đời, bà được Càn Long phong làm Nhiếp lục cung sự Hoàng quý phi, có tư cách đứng đầu hậu cung tương đương hoàng hậu lâm thời. Đến năm 1750, bà chính thức trở thành Hoàng hậu thứ 2 của Càn Long. Sau khi qua đời, bà không có thụy hiệu. Bà sinh được Bối lặc Vĩnh Cơ, Vĩnh Cảnh và Hoàng ngũ nữ.

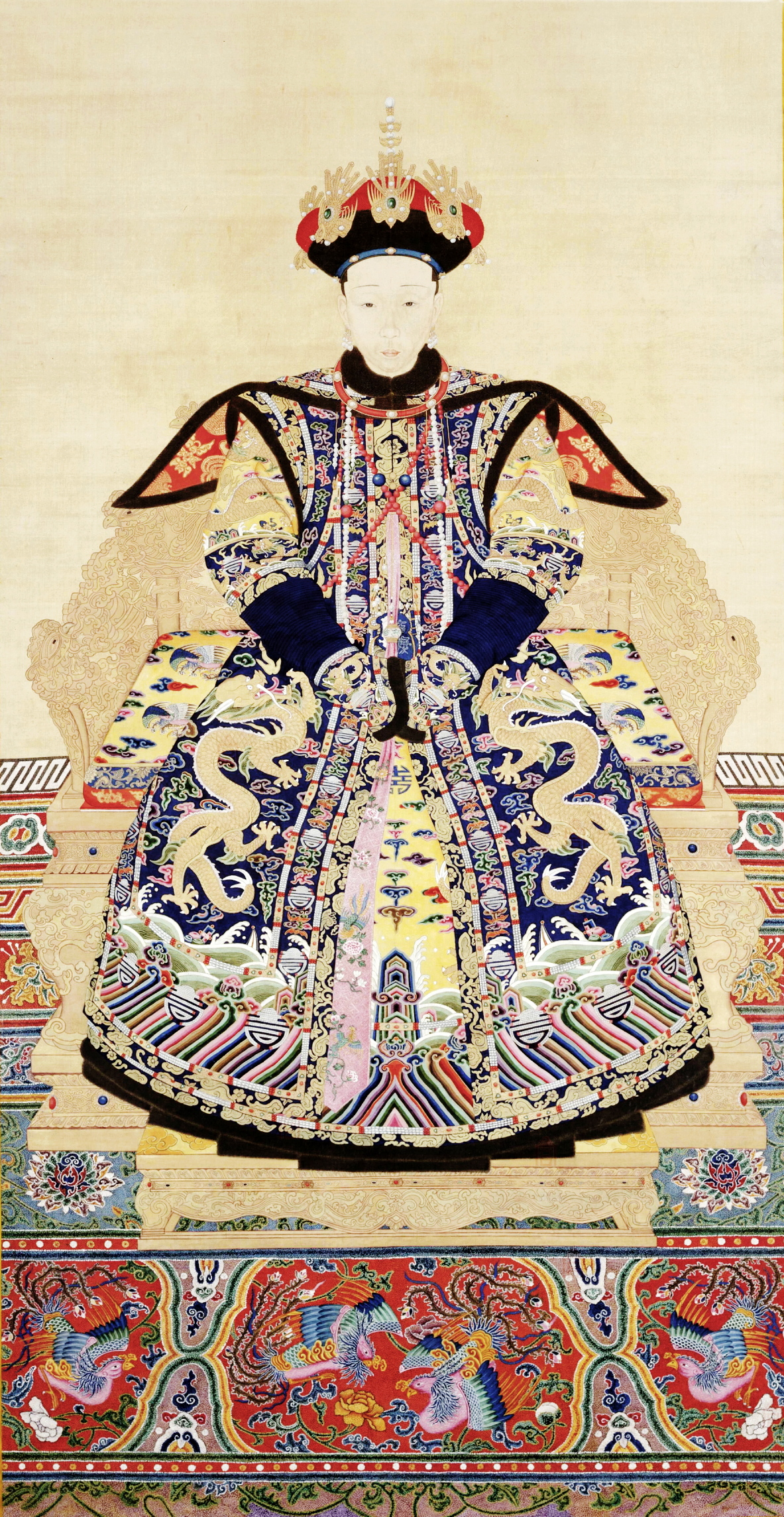
Hiếu Nghi Thuần Hoàng hậu Ngụy Giai thị

- Hiếu Nghi Thuần hoàng hậu Ngụy Giai thị (1727–1775) xuất thân từ tầng lớp Bao y, là con gái của Ngụy Thanh Thái. Bà chưa từng lên ngôi Hoàng hậu khi còn sống, tước vị cao nhất của bà là Hoàng quý phi. Sau khi qua đời, bà trước truy thụy là Lệnh Ý Hoàng quý phi. Đến khi con trai là Vĩnh Diễm được chọn làm trữ quân, bà được Càn Long Đế truy tặng làm Hoàng hậu. Ngoài Vĩnh Diễm, bà còn sinh được Khánh Hy Thân vương Vĩnh Lân, Cố Luân Hòa Tĩnh Công chúa, Hòa Thạc Hòa Khác Công chúa và Hoàng thập tứ tử cùng hoàng thập lục tử.

### Phi tần
- Hoàng quý phi
  - Tuệ Hiền Hoàng quý phi Cao Giai thị (1711–1745) xuất thân từ tầng lớp Bao y, là Cách cách trong phủ Bảo Thân vương, sau đó được phong làm Trắc Phúc tấn. Sau khi Càn Long lên ngôi, bà được phong làm Quý phi. Năm 1745, bà được phong làm Hoàng quý phi, sau đó 2 ngày thì qua đời.
  - Triết Mẫn Hoàng quý phi Phú Sát thị (?–1735) xuất thân từ tầng lớp Bao y, được xem là Cách cách đầu tiên khi Càn Long còn ở tiềm để. Sau khi lên ngôi, Càn Long truy phong bà làm "Triết phi" rồi "Triết Mẫn Hoàng quý phi". Bà là mẹ của Định An Thân vương Vĩnh Hoàng, con trai đầu tiên của Càn Long.
  - Thuần Huệ Hoàng quý phi Tô thị (1713–1760) xuất thân là người Hán không thuộc Bát kỳ, là Cách cách trong phủ Bảo Thân vương, sau khi Càn Long lên ngôi thì được phong làm Thuần tần. Năm 1760, bà được phong làm Hoàng quý phi trước khi qua đời sau đó không lâu. Bà sinh được Tuần Quận vương Vĩnh Chương, Chất Trang Thân vương Vĩnh Dung và Hòa Thạc Hòa Gia Công chúa.
  - Thục Gia Hoàng quý phi Kim Giai thị (1713–1755) vốn có tổ tiên là người Triều Tiên được phân vào giai cấp Bao y của Cao Ly Tá lĩnh. Bà trở thành Cách cách của Càn Long khi ông còn là Thân vương, sau khi ông lên ngôi thì bà được phong làm Quý nhân. Tước vị cao nhất khi còn sống của bà là Quý phi, và chỉ được truy phong làm Hoàng quý phi sau khi qua đời. Bà sinh được Lý Đoan Thân vương Vĩnh Thành, Nghi Thận Thân vương Vĩnh Tuyền, Thành Triết Thân vương Vĩnh Tinh và Hoàng cửu tử chết yểu.
  - Khánh Cung Hoàng quý phi Lục thị (1724–1774) xuất thân là người Hán không thuộc Bát kỳ, được phong làm Thường tại vào năm 1748 và dần thăng đến Quý phi vào năm 1768. Bà không có con, nhưng là người được Càn Long giao cho nuôi nấng Gia Khánh. Sau khi qua đời, bà được truy phong làm Hoàng quý phi
- Quý phi
  - Uyển Quý phi Trần thị (1717–1807) là Cách cách khi còn ở tiềm để, bà được Càn Long phong làm Thường tại và dần thăng đến tước Phi vào năm 1794. Sau khi Gia Khánh lên ngôi đã tấn tôn bà làm Uyển Quý Thái phi vào năm 1801. Bà là người sống thọ nhất trong số hậu phi của Càn Long.
  - Dĩnh Quý phi Ba Lâm thị (1731–1800) xuất thân từ Mông Cổ Tương Hồng kỳ, là con gái của Nạp Thân (納親). Sau khi nhập cung, bà được phong làm Thường tại và dần thăng đến Quý phi vào năm 1798. Bà là người nuôi dưỡng Vĩnh Lân, em trai ruột của Gia Khánh.
  - Hãn Quý phi Đới Giai thị (?–1764) nhập cung vào năm 1753 và được đặc cách phong tước Tần. Bà qua đời ở tước Phi khi đang mang thai và được an táng theo nghi lễ của Quý phi. Bà sinh được 2 người con gái nhưng đều mất sớm.
  - Tuần Quý phi Y Nhĩ Căn Giác La thị (1758–1798) là con gái của Tổng đốc Quế Lâm. Bà nhập cung vào năm 1776 và được tấn phong tước Tần. Năm 1794, bà được phong làm Tuần phi. Không có tài liệu chính thức đề cập đến việc bà được truy phong làm Quý phi, nhưng Thanh hoàng thất tứ phổ và một tài liệu khác đều gọi bà là Tuần Quý phi.
  - Du Quý phi Kha Lý Diệp Đặc thị (1714–1792) vốn xuất thân từ dòng họ Kha Lý Diệp Đặc của Mông Cổ Tương Lam kỳ, là một trong những Cách cách khi còn ở tiềm để. Bà chỉ sinh được Vinh Thuần Thân vương Vĩnh Kỳ
- Phi
  - Thư phi Diệp Hách Na Lạp thị (1728–1777)  vốn là hậu duệ của Kim Đài Cát, quốc chủ của Diệp Hách. Bà nhập cung và được phong Quý nhân vào năm 1741, sau đó dần thăng lên tước Phi vào năm 1749. Bà sinh được một con trai nhưng mất sớm, trở thành người nuôi dưỡng Hòa Thạc Hòa Khác Công chúa.
  - Dự phi Bác Nhĩ Tế Cát Đặc thị (1730–1774) xuất thân từ Mông Cổ Minh kỳ, là con gái của Căn Đôn – Tể tang của bộ tộc Chuẩn Cát Lặc Tạp Đặc, vốn thuộc Hãn quốc Chuẩn Cát Nhĩ, sau quy phụ Đại Thanh. Bà từng mang thai nhưng sinh non, về sau nuôi dưỡng Cố Luân Hòa Tĩnh Công chúa.
  - Dung phi Hòa Trác thị (1734–1788) vốn là người Duy Ngô Nhĩ. Từ khi nhập cung, bà luôn có mặt trong các chuyến du tuần của Càn Long.
  - Tấn phi Phú Sát thị (?–1823) là người cùng tộc với Hiếu Hiền Hoàng hậu. Bà trở thành Quý nhân của Càn Long sau khi ông trở thành Thái thượng hoàng. Đến thời Đạo Quang, bà được tấn tôn làm Hoàng tổ Tấn phi.
  - Đôn phi Uông thị (1746–1806) vốn xuất thân từ Bao y và nhập cung với thân phận Quan nữ tử. Về sau bà được phong làm Thường tại và dần thăng đến tước Phi vào năm 1774. Bà sinh hạ Cố Luân Hòa Hiếu Công chúa.
  - Phương phi Trần thị (1750–1801) vốn xuất thân là dân thường ở Dương Châu và dần được phong đến tước Tần vào năm 1794. Bà được tấn tôn làm Thái thượng hoàng Phương phi dưới triều Gia Khánh.
- Tần
  - Nghi tần Hoàng thị (?–1735) là một Cách cách khi còn ở tiềm để của Càn Long, mất sớm.
  - Di tần Bách thị (1721–1757) xuất thân từ người Hán không thuộc Bát kỳ.
  - Tuân tần Hoắc Thạc Đặc thị (?–1761) xuất thân từ Mông Cổ Minh kỳ, sau khi qua đời được truy phong tước Tần.
  - Cung tần Lâm thị (1734–1806) xuất thân từ Bao y.
  - Thận tần Bái Nhĩ Cát Tư thị (?–1764) xuất thân từ Mông Cổ Minh kỳ.
  - Thành tần Nữu Hỗ Lộc thị (?–1784) là hậu duệ của Hoằng Nghị công phủ.
- Các ngự thiếp khác
  - Thuận Quý nhân Nữu Hỗ Lộc thị (1748–1788) là hậu duệ của Hoằng Nghị công phủ. Bà vốn đã thăng đến tước Phi vào năm 1779 nhưng sau đó bị giáng làm Quý nhân vào năm 1788.
  - Thụy Quý nhân Tác Xước Lạc thị (?–1765) là con gái của Lễ bộ Thượng thư Đức Bảo (德保; 1719–1789), do Lệnh phi dạy dỗ quy củ vị này quá độ khiến bản thân Lệnh phi sảy thai.
  - Ngạc Quý nhân Tây Lâm Giác La thị (1733–1808) là con gái của Tổng đốc Ngạc Lạc Thuấn (鄂樂舜), được Gia Khánh tôn làm Ngạc Thái Quý nhân.
  - Bạch Quý nhân Bách thị (1730–1803) là em gái của Di tần, được Gia Khánh tôn làm Bạch Thái Quý nhân.
  - Lộc Quý nhân Lục thị (?–1788) là một người Hán gốc Tô Châu.
  - Thọ Quý nhân Bách thị (?–1809)
  - Tân Quý nhân Tăng thị (?–1775)
  - Phúc Quý nhân (?–1764)
  - Kim Quý nhân Kim thị (?–1778)
  - Võ Quý nhân Võ thị (?–1781)
  - Tú Quý nhân Tác Náo Lạc thị (?–1745)
  - Quỹ Thường tại (?–1756)
  - Ninh Thường tại (?–1781)
  - Bình Thường tại (?–1778)
  - Trương Thường tại Trương thị (?–1745)
  - Tường Đáp ứng (?–1773)
  - Na Đáp ứng (?–1788) vốn được phong Thường tại vào năm 1765 nhưng sau đó bị giáng làm Đáp ứng vào năm 1776.
  - Uyển Đáp ứng (?–?)
  - Thải Đáp ứng (?–?)

### Hậu duệ
- Con trai
  1. Vĩnh Hoàng (1728–1750), mẹ là Triết Mẫn Hoàng quý phi, được truy phong làm Định An Thân vương.
  2. Vĩnh Liễn (1730–1738), mẹ là Hiếu Hiền Thuần Hoàng hậu, được truy phong làm Đoan Tuệ Hoàng thái tử, trở thành Thái tử duy nhất của triều Thanh có lăng tẩm riêng.
  3. Vĩnh Chương (1735–1760), mẹ là Thuần Huệ Hoàng quý phi, được truy phong làm Tuần Quận vương.
  4. Vĩnh Thành (1739–1777), mẹ là Thục Gia Hoàng quý phi, về sau trở thành con thừa tự của Lý Ý Thân vương Dận Đào, con trai thứ 12 của Khang Hy Đế. Sau khi qua đời, được truy thụy thành Lý Đoan Thân vương.
  5. Vĩnh Kỳ (1741–1766), mẹ là Du Quý phi, được truy phong làm Vinh Thuần Thân vương.
  6. Vĩnh Dung (1744–1790), mẹ là Thuần Huệ Hoàng quý phi, về sau trở thành con thừa tự của Thận Tĩnh Quận vương Dận Hi, con trai thứ 21 của Khang Hy Đế. Sau khi qua đời được truy thụy thành Chất Trang Thân vương.
  7. Vĩnh Tông (1746–1748), mẹ là Hiếu Hiền Thuần hoàng hậu. Là đích tử nhưng mất sớm, được truy phong làm Triết Thân vương.
  8. Vĩnh Tuyền (1746–1832), mẹ là Thục Gia Hoàng quý phi. Mặc dù có tật ở chân nhưng ông là Hoàng tử sống thọ nhất của nhà Thanh. Sau khi qua đời được truy thụy thành Nghi Thận Thân vương.
  9. Hoàng cửu tử (1748–1749), mẹ là Thục Gia Hoàng quý phi, chết yểu.
  10. Hoàng thập tử (1751–1753), mẹ là Thư phi, chết yểu
  11. Vĩnh Tinh (1752–1823), mẹ là Thục Gia Hoàng quý phi, là 1 trong Tứ đại thư pháp đương thời. Sau khi qua đời được truy thụy thành Thành Triết Thân vương.
  12. Vĩnh Cơ (1752–1776), mẹ là Kế Hoàng Hậu. Là con đích xuất, nhưng không được coi trọng, chỉ có danh xưng Bối lặc.
  13. Vĩnh Cảnh (1756–1757), mẹ là Kế Hoàng Hậu, chết yểu.
  14. Vĩnh Lộ (1757–1760), mẹ là Hiếu Nghi Thuần Hoàng hậu, chết yểu.
  15. Vĩnh Diễm (1760–1820), mẹ là Hiếu Nghi Thuần Hoàng hậu, kế vị trở thành Gia Khánh Đế, tức Nhân Tông Duệ Hoàng đế.
  16. Hoàng thập lục tử (1763–1765), mẹ là Hiếu Nghi Thuần Hoàng hậu, chết yểu.
  17. Vĩnh Lân (1766–1820), mẹ là Hiếu Nghi Thuần Hoàng hậu, sau khi qua đời được truy thụy thành Khánh Hy Thân vương.
- Con gái
  1. Hoàng trưởng nữ (1728–1729), mẹ là Hiếu Hiền Thuần Hoàng hậu, chết yểu.
  2. Hoàng nhị nữ (1731), mẹ là Triết Mẫn Hoàng quý phi, chết yểu.
  3. Cố Luân Hòa Kính Công chúa (1731–1792), tên  là Nại Nhật Lặc Thổ Hạ Kỳ Dương Quý, mẹ là Hiếu Hiền Thuần Hoàng hậu. Bà là con gái đích xuất duy nhất còn sống đến tuổi trường thành của Càn Long, về sau hạ giá lấy Sắc Bố Đằng Ba Lạc Châu Nhĩ của Khoa Nhĩ Thấm. Có một con trai được Càn Long Đế đặt tên Ngạch Lặc Triết Y Đặc Mục Nhĩ Ngạch Nhĩ Khắc Ba Bái.
  4. Hòa Thạc Hòa Gia Công chúa (1745–1767), mẹ là Thuần Huệ Hoàng quý phi, về sau hạ giá lấy Phúc Long An, có hai con trai lần lượt được Càn Long Đế đặt tên là Phong Thân Tế Luân và Phong Thân Quả Lặc Mẫn.
  5. Hoàng ngũ nữ (1753–1755), mẹ là Kế hoàng hậu, chết yểu.
  6. Hoàng lục nữ (1755–1758), mẹ là Hãn Quý phi, chết yểu.
  7. Cố Luân Hòa Tĩnh Công chúa (1756–1775), mẹ là Hiếu Nghi Thuần Hoàng hậu, về sau hạ giá lấy Lạp Vượng Đa Nhĩ Tể, cháu của Siêu Dũng Thân vương Sách Lăng - Ngạch phò của Thuần Khác Công chúa.
  8. Hoàng bát nữ (1758–1767), mẹ là Hãn Quý phi, mất sớm.
  9. Hòa Thạc Hòa Khác Công chúa (1758–1780), mẹ là Hiếu Nghi Thuần Hoàng hậu, về sau hạ giá lấy Trát Lan Thái, con trai của Vũ Nghị Mưu Dũng công Triệu Huệ, có duy nhất một con gái.
  10. Cố Luân Hòa Hiếu Công chúa (1775–1823), mẹ là Đôn phi. 10 tuổi sơ phong Hòa Thạc Công chúa, 12 tuổi đặc cách tấn phong Cố Luân Công chúa. Về sau hạ giá lấy Phong Thân Ân Đức, con trai của Hòa Thân, có một con trai nhưng chết yểu.
- Con nuôi: Hòa Thạc Hòa Uyển Công chúa (1734–1760), là con gái của Hòa Cung Thân vương Hoằng Trú, em trai Càn Long, về sau hạ giá lấy Đức Lặc Khắc, vương công của Ba Lâm Bát Nhĩ Tế Cát Đặc thị.

## Trong văn hoá đại chúng
| Năm  | Phim ảnh truyền hình    | Diễn viên         |
| 1997 | Hoàn Châu cách cách     | Trương Thiết Lâm  |
| 1998 | Tể tướng Lưu gù         | Trương Quốc Lập   |
| 1998 | Lý Vệ từ quan           | Vu Ba             |
| 1999 | Hoàn Châu cách cách 2   | Trương Thiết Lâm  |
| 1999 | Càn Long yến tiệc       | Giang Hoa         |
| 2002 | Càn Long vương triều    | Tiêu Hoảng        |
| 2002 | Giang sơn vi trọng      | Ngô Kinh          |
| 2002 | Hoàn Châu cách cách 3   | Địch Long         |
| 2003 | Càn Long hạ Giang Nam   | Trần Hạo Dân      |
| 2004 | Thiên hạ lương thương   | Nhiếp Viễn        |
| 2005 | Thiết tướng quân        | Trương Thiết Lâm  |
| 2006 | Thiếu niên Gia Khánh    | Trương Quốc Lập   |
| 2008 | Thượng Thư phòng        | Viên Hoằng        |
| 2011 | Tân Hoàn Châu cách cách | Khưu Tâm Chí      |
| 2011 | Chân Hoàn truyện        | Vương Văn Kiệt    |
| 2018 | Như Ý truyện            | Hoắc Kiến Hoa     |
| 2018 | Diên Hi công lược       | Nhiếp Viễn        |
| 2018 | Thiên mệnh              | Trương Quốc Cường |